# Star Wars, épisode VI : Le Retour du Jedi
Vous lisez un « bon article » labellisé en 2015.
Série Star Wars
Épisode V : L'Empire contre-attaque
(1980) Épisode I : La Menace fantôme
(1999)
Pour plus de détails, voir Fiche technique et Distribution.
Le Retour du Jedi (Return of the Jedi) est un film américain de science-fiction de type space opera co-écrit par George Lucas et Lawrence Kasdan et réalisé par Richard Marquand, sorti en 1983. À partir de l'année 2000, il est exploité sous le nom Star Wars, épisode VI : Le Retour du Jedi (Star Wars: Episode VI – Return of the Jedi).
C'est le troisième opus de la saga Star Wars par sa date de sortie, mais le sixième selon l'ordre chronologique de l'histoire. Il est le dernier volet de la trilogie originale qui est constituée également des films Un nouvel espoir et L'Empire contre-attaque.
L'histoire de cet épisode se déroule un an après les événements de L'Empire contre-attaque. Le maléfique Empire galactique construit une nouvelle station spatiale Étoile de la mort pour anéantir définitivement l'Alliance rebelle, son opposition principale. Pour tendre un piège à la flotte ennemie, l'empereur Palpatine se rend sur la station encore vulnérable. Les dirigeants de l'Alliance lancent donc toutes leurs forces à l'assaut ne se doutant pas que la flotte impériale les attend de pied ferme. De son côté, le jeune Jedi Luke Skywalker, l'un des héros de l'Alliance, veut sauver son père Dark Vador du côté obscur de la Force et le rallier à sa cause.
George Lucas commence l’écriture du scénario en 1981. La préproduction du film dure un an. Le tournage en lui-même se déroule de janvier à mai 1982, principalement aux studios Pinewood en Angleterre, mais aussi en extérieur en Californie. La musique du film est composée et dirigée par John Williams. Lucas profite du vingtième anniversaire du premier Star Wars pour remonter légèrement le film en 1997 en y ajoutant des effets numériques.
Le film s'inspire à la fois du cinéma américain, du cinéma japonais et utilise le concept du voyage du héros comme base narratologique. Le Retour du Jedi est un succès commercial et obtient des critiques plutôt positives. Il remporte de nombreux prix, notamment l'oscar des meilleurs effets visuels.
Le Retour du Jedi est sorti en VHS en février 1985 puis progressivement sur d'autres supports, et a également engendré un nombre important de produits dérivés dont plusieurs centrés sur le peuple des Ewoks.

## Synopsis

### Présentation de l'univers

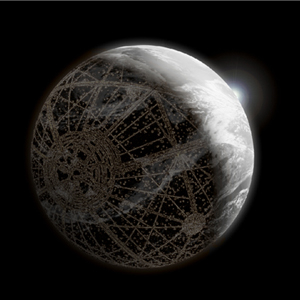
Vision d'artiste de la planète Coruscant.

L'univers de Star Wars se déroule dans une galaxie qui est le théâtre d'affrontements entre les Chevaliers Jedi et les Seigneurs noirs des Sith, personnes sensibles à la Force, un champ énergétique mystérieux leur procurant des pouvoirs psychiques. Les Jedi maîtrisent le Côté lumineux de la Force, pouvoir bénéfique et défensif, pour maintenir la paix dans la galaxie. Les Sith utilisent le Côté obscur, pouvoir nuisible et destructeur, pour leurs usages personnels et pour dominer la galaxie.
Pour amener la paix, une République galactique a été fondée avec pour capitale la planète Coruscant. Mais, tout au long de son existence, elle est secouée par des sécessions et des guerres. Pour mettre fin à ceci, la République est remplacée en 19 av. BY par un Empire galactique autoritaire et discriminatoire. Cette nouvelle entité est dirigée par le Sith Palpatine et son apprenti Dark Vador.
Mais après plusieurs années, la brutalité du régime provoque l'apparition d'une opposition armée : l'Alliance rebelle. Sa première victoire se déroule lors de la bataille de Yavin, lorsque les rebelles parviennent à détruire l'arme absolue de l'Empire, la station spatiale Étoile noire. En 3 ap. BY, Dark Vador contre-attaque en détruisant la base principale des rebelles sur la planète Hoth. L'Alliance, bien que dispersée, n'est cependant pas vaincue.

### Déroulement du synopsis

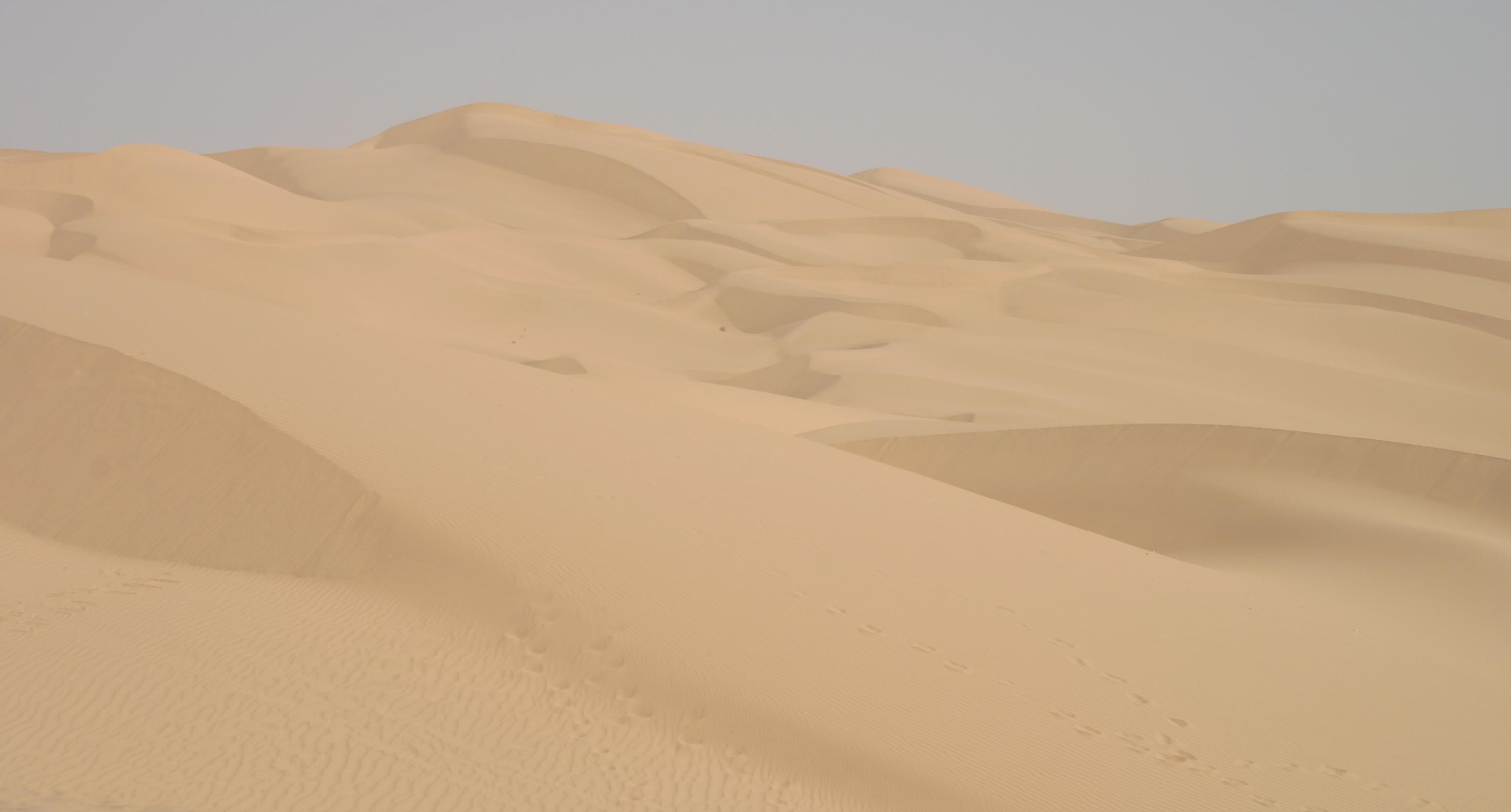
Paysage de la planète Tatooine.

Pour mettre fin au conflit armé qui l'oppose à l'Alliance rebelle, l'empereur Palpatine lance la construction en orbite autour de la lune de la planète Endor d'une nouvelle station spatiale de combat baptisée l'Étoile de la mort. Pour cela, il envoie sur place son apprenti Dark Vador, mais compte bien superviser lui-même la fin de l'ouvrage.

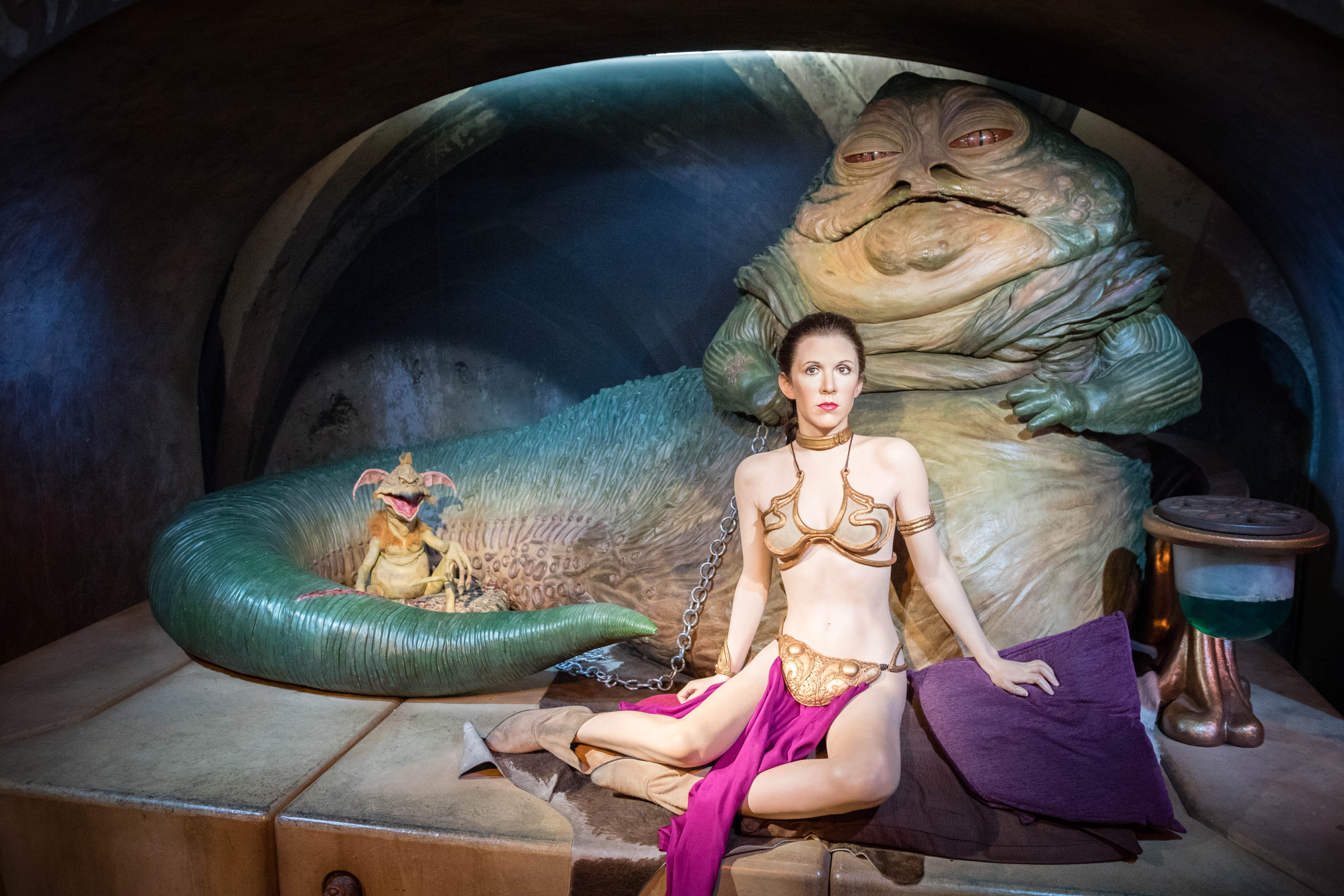
La princesse Leia esclave de Jabba le Hutt. Scène du musée Madame Tussauds de Londres.

Sur la planète Tatooine, le Jedi héros de l'Alliance rebelle Luke Skywalker tente de délivrer son ami Han Solo qui est retenu prisonnier par le puissant trafiquant Jabba le Hutt. La princesse Leia, déguisée en chasseur de primes, s'infiltre dans le palais du criminel et tente de délivrer Solo. Mais, démasquée, elle est à son tour retenue captive. Le lendemain, Luke pénètre lui aussi dans la salle du trône. Il dit calmement à Jabba de lui rendre ses amis, sinon il sera anéanti. Mais le truand n’en a cure et précipite le jeune Jedi dans la fosse du rancor, son monstre de compagnie. Cependant contre toute attente, Luke réussit à éliminer l’animal. Courroucé par cette perte, Jabba décide alors de jeter Skywalker et Solo dans la gueule du Sarlacc, un arthropode géant vivant au milieu des dunes de Tatooine. Arrivé sur le site, Luke s’empare de son sabre laser, qu’il avait dissimulé à l’intérieur de son droïde astromécanicien R2-D2. Il s'ensuit une bataille tumultueuse qui voit l'élimination de Jabba, la disparition d’une partie de sa cour dans l'explosion de la barge à voile du trafiquant et la disparition du chasseur de primes Boba Fett dans la gueule du Sarlacc. Sains et saufs, Luke et ses amis retournent à leurs vaisseaux et quittent la planète.
Abandonnant temporairement ses compagnons, Luke se rend seul sur la planète Dagobah pour y retrouver Yoda, son second maître Jedi. Très affaibli, ce dernier lui annonce qu'il n'a plus rien à lui apprendre, puis s’éteint paisiblement sous les yeux de son élève. Alors que Luke s'apprête à repartir, l'esprit de son premier maître Obi-Wan Kenobi lui apparaît. Le fantôme du Jedi lui apprend qu’il a une sœur jumelle et qu’ils ont été séparés à leur naissance. Se fiant à son intuition, Luke découvre que cette sœur n'est autre que son amie Leia.
Au même moment, l'Empereur Palpatine quitte Coruscant pour l’Étoile de la mort. Officiellement, il fait passer ce voyage pour une inspection des travaux. Mais en réalité, il s'agit d'une manœuvre pour tendre un piège à l’Alliance rebelle et pour capturer le jeune Skywalker.
Luke retrouve ses amis au point de rassemblement de la flotte de guerre des rebelles. Là, Mon Mothma, la chef de l'Alliance, apprend à l’assemblée le plan que l'Alliance rebelle a élaboré pour détruire l'Étoile de la mort. En effet, la station de combat est encore inopérationnelle et ne peut disposer de ses systèmes d'armement. Elle l'informe également de la présence de l’Empereur sur les lieux. Sa destruction et l’élimination de Palpatine porteraient un coup fatal à l’Empire. Le plan dévoilé par les officiers de l’Alliance est simple. Dans un premier temps, un petit groupe se posera sur la lune d’Endor pour désactiver le champ d'énergie protégeant l’Étoile de la mort. Dans un deuxième temps, la flotte de l’Alliance attaquera la station et cherchera à la détruire en touchant son générateur d’énergie.

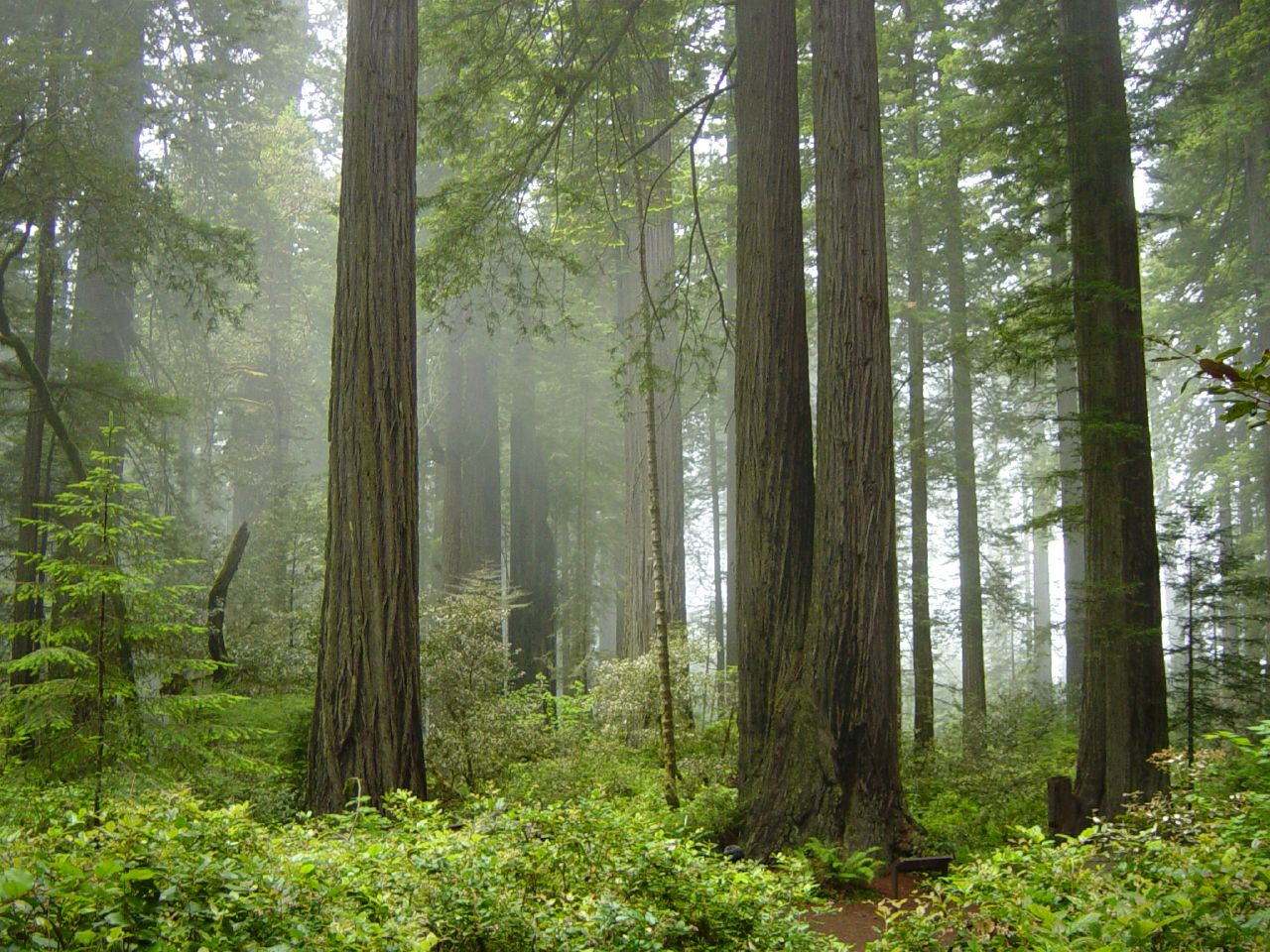
Paysage de la lune forestière d'Endor.

Le commandement de l'expédition d'Endor est confié à Han Solo. Ses amis Luke et Leia se portent volontaires pour l'accompagner dans cette difficile mission. Arrivés sur place, les rebelles tombent rapidement sur une patrouille impériale mais ils arrivent à la neutraliser avant qu'elle ne donne l'alerte. Ils se font ensuite capturer par une tribu de petits êtres autochtones : les Ewoks. Heureusement, après une démonstration des pouvoirs de la Force par Luke, ces derniers les relâchent. Le soir venu, Luke s'éclipse après avoir annoncé à Leia qu'elle est sa sœur. De plus en plus troublé d'être le fils de Dark Vador, il décide de se livrer à l'ennemi pour la protéger. Amené devant son père, il essaie en vain de le faire changer de camp. Mais Vador est trop fasciné par le Côté obscur de la Force. Ainsi, comme l'empereur lui a demandé, il transfère Luke jusqu'à l’Étoile de la mort.
Le lendemain, Solo mène ses troupes à l'assaut de la casemate où est installé le générateur du champ protecteur. Mais l'empereur a prévu l'attaque et à peine sont-ils arrivés à l’intérieur du bâtiment que les rebelles sont encerclés par une multitude d'adversaires. Pendant ce temps, la flotte rebelle arrive sur les lieux. L'amiral Ackbar, son commandant en chef, s’aperçoit rapidement qu'il est tombé dans un piège. Le bouclier de l’Étoile est en effet toujours actif et une flotte impériale lui coupe toute retraite. L'Empereur annonce alors à Luke qu'il a fait en sorte de fournir aux espions des Rebelles que l'étoile noire était en cours de fabrication, ceci pour les attirer dans un piège; et  qu'ils vont observer ensemble l'extinction des forces de l'Alliance et lui confie que le rayon laser de la station est d'ores et déjà opérationnel : les premiers croiseurs rebelles sont alors désintégrés dans de lumineuses explosions. Ackbar ne peut rien face à cette puissance de feu et ordonne à ses navires de s'approcher des croiseurs impériaux, pour échapper aux tirs de l'Étoile. Fou de rage, Luke se confronte une nouvelle fois à son père en duel, sous le regard amusé de Palpatine.

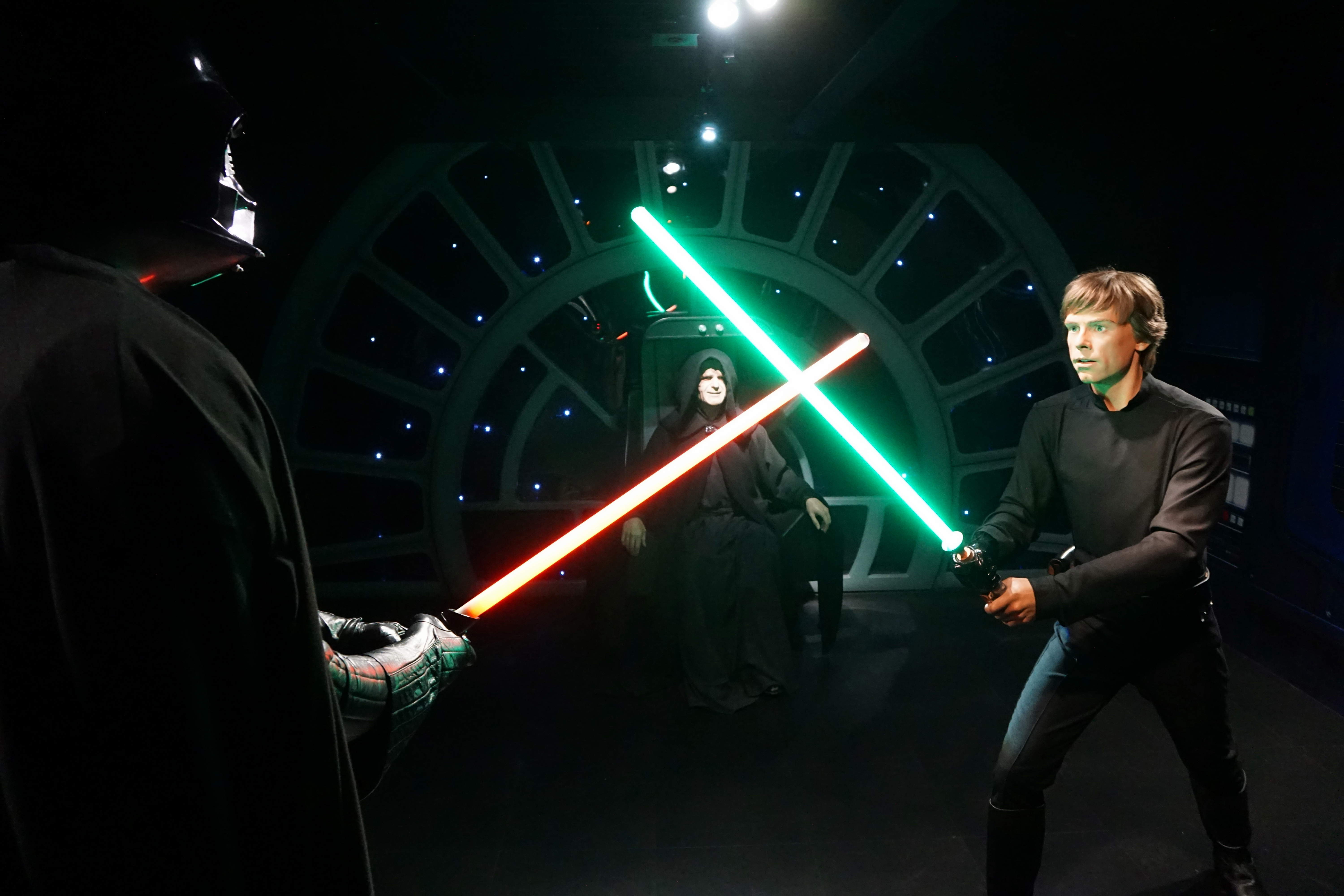
Le combat entre Dark Vador et Luke Skywalker, devant l'empereur Palpatine, mis en scène au Madame Tussauds.

Mais soudainement le conflit bascule. Pour sauver les rebelles capturés, les Ewoks attaquent en masse les impériaux sur Endor. Profitant du trouble, Solo installe un explosif et parvient à détruire la casemate. Sur l’Étoile, Luke, animé par la haine, parvient à désarmer son père en lui tranchant sa main. L'Empereur jubile et tente de faire basculer Luke du Côté obscur de la Force, en lui demandant d’exécuter Vador de sang-froid. Mais Luke refuse de s’abandonner plus à la haine. Le seigneur Sith attaque Luke avec des éclairs sortant de ses mains, pour le faire passer du Côté obscur ou le tuer sinon. Voyant son fils se faire torturer par son maître, Vador décide d'agir. Il soulève Palpatine avec ses dernières forces et, non sans être foudroyé lui-même, le jette dans un profond puits d'aération de la station. Touché à mort, Vador demande à son fils de lui retirer son masque pour le voir une dernière fois avec ses propres yeux. Luke quitte ensuite la station avec la dépouille de son père.
S’apercevant que la station n'est plus protégée par le champ d'énergie, l'amiral Ackbar lance l'assaut. Des chasseurs rebelles pénètrent dans sa structure et détruisent l'alimentation du bâtiment spatial. Une réaction en chaîne fait ensuite exploser l'engin. La flotte impériale est vaincue et doit se disperser pour survivre. Sur Endor, Luke dresse un bûcher où il brûle le corps de son père selon la tradition Jedi. Puis après avoir rejoint sa sœur Leia et ses amis de l'Alliance rebelle, le jeune homme voit les esprits d'Obi-Wan, de Yoda et de son père se matérialiser en lui souriant. Ils seront désormais tous trois réunis pour guider les pas de Luke.

## Personnages

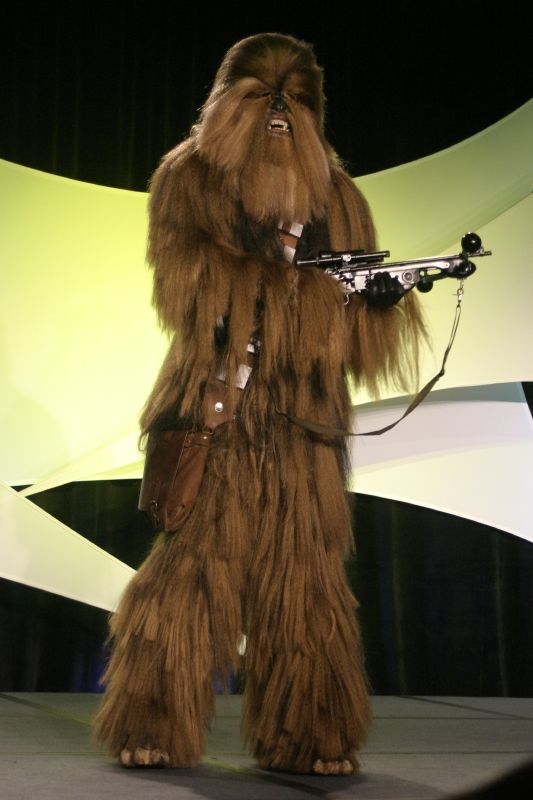
Cosplay de Chewbacca.

- Luke Skywalker : héros de l'Alliance rebelle dont il est le seul Jedi, le jeune Luke organise dans le plus grand secret l'évasion de son ami Han Solo qui est retenu par le trafiquant Jabba le Hutt[21].
- Han Solo : c'est un ancien contrebandier qui travaillait pour Jabba le Hutt, et envers qui il s'est lourdement endetté. Devenu membre de l'Alliance rebelle, il est trahi par son ami Lando, congelé dans de la carbonite par Dark Vador dans le film précédent, puis livré à Jabba par le chasseur de primes Boba Fett. Dès lors, il pare un des murs du palais de Jabba en guise de trophée et d'avertissement à ceux qui ne paient pas leurs dettes à temps[22].
- Princesse Leia Organa : elle est l'une des dirigeantes de l'Alliance rebelle. Son frère Luke lui demande d'infiltrer le palais de Jabba en se faisant passer pour un chasseur de primes afin qu'elle puisse délivrer Han Solo[23].
- Lando Calrissian : rongé de culpabilité pour avoir trahi son ami Han Solo dans le précédent film, Lando se joint à la rébellion. Il infiltre le palais de Jabba sous l'identité d'un garde pour préparer l'évasion de Solo[24].
- C-3PO : c'est un droïde de protocole, c'est-à-dire qu'il sert d'interprète et qu'il sert d'intermédiaire pour des missions diplomatiques ou des accords commerciaux ou autre. Il parle donc six millions de langue. Il appartient à Luke. Sur Tatooine, son maître le charge d'aller avec R2-D2 négocier la libération d'Han Solo auprès de Jabba le Hutt[25].
- R2-D2 : il est le droïde astromécano du vaisseau spatial de Luke. Il joue un rôle crucial dans le plan de son maître pour délivrer Han Solo. En effet, il dissimule, dans un compartiment caché, le sabre laser de Luke fait prisonnier[26].
- Chewbacca : ce Wookiee est le copilote du Faucon Millenium, le vaisseau spatial de Han Solo. Avec Lando, il se lance à la poursuite du chasseur de primes qui doit livrer Solo à Jabba, mais ne parvient malheureusement pas à l'en empêcher[27].
- Dark Vador : anciennement connu sous le nom d'Anakin Skywalker, c'est l'empereur Palpatine qui l'a fait passer du Côté obscur lorsqu'Anakin était un jeune Jedi ; il est donc devenu son apprenti et l'un de ses serviteurs les plus importants. Depuis qu'il a appris l'existence de son fils, il est ébranlé dans ses convictions : Luke dit bien avant de se livrer à l'Empire que lui. Il propose par ailleurs à Luke de tuer Palpatine pour régner ensemble sur la galaxie[28].
- Empereur Palpatine : chef suprême de l'Empire galactique, c'est un puissant Sith adepte du Côté obscur de la Force. Il met en place un vaste piège pour détruire l'Alliance rebelle et pour capturer Luke Skywalker. Il veut en faire son nouvel apprenti à la place de son père[29].
- Yoda : c'est le second maître Jedi de Luke. Il complète l'apprentissage de ce dernier après la mort d'Obi-Wan Kenobi. Âgé de plus de neuf cents ans, il tombe malade peu de temps après que Luke le quitte pour aller sauver ses amis[30].
- Obi-Wan Kenobi : maître Jedi du temps de la République galactique, il est tué par son ancien apprenti Dark Vador lors d'un duel au sabre laser sur l'Étoile noire au cours du film Un nouvel espoir. Il fusionne alors avec la Force[31], ce qui lui permet de communiquer avec Luke, son ancien apprenti. Il peut également lui apparaître de temps en temps sous la forme d'un esprit[31].

## Fiche technique
Sauf indication contraire, les informations mentionnées dans cette section peuvent être confirmées par les bases de données cinématographiques IMDb et Allociné,  présentes dans la section « Liens externes ».
- Titres originaux : Return of the Jedi puis Star Wars: Episode VI – Return of the Jedi[Note 4]
- Titres français : Le Retour du Jedi puis Star Wars, épisode VI : Le Retour du Jedi
- Réalisation : Richard Marquand
- Scénario : Lawrence Kasdan et George Lucas, d'après une histoire de George Lucas
- Musique : John Williams
- Direction artistique : Fred Hole et James Schoppe
- Décors : Norman Reynolds
- Costumes : Aggie Guerard Rodgers et Nilo Rodis-Jamero
- Maquillage : Graham Freeborn et Tom Smith
- Coiffure : Pat McDermott
- Photographie : Alan Hume
- Son : Ben Burtt, Tomlinson Holman, Tom Johnson, Roger Savage, Gary Summers
- Montage : Sean Barton, Duwayne Dunham et Marcia Lucas ; T. M. Christopher en 1997 pour l'édition spéciale
- Effets spéciaux : Industrial Light & Magic
- Production : Howard G. Kazanjian ; Rick McCallum en 1997 pour l'édition spéciale
  - Production déléguée : George Lucas
  - Coproduction : Jim Bloom et Robert Watts
- Société de production : Lucasfilm Ltd.
- Société de distribution : Twentieth Century Fox ; UFD (France)[32]
- Budget : 32,5 millions de $[33],[34],[35]
- Pays de production :  États-Unis
- Langues originales : anglais, kikuyu, tagalog, kalmouk-oïrats, quechua, polonais
- Format : couleur (Deluxe) - 35 mm - 2,39:1 (CinemaScope) - son Dolby stéréo (Dolby Digital, DTS et SDDS en 1997 pour l'édition spéciale)
- Genres : science-fiction, action, aventures, fantastique
- Durée : 134 minutes ; 135 minutes en 1997 pour l'édition spéciale
- Dates de sortie[36] :
  - États-Unis : 25 mai 1983 (sortie nationale) ; 29 mars 1985 (ressortie) ; 14 mars 1997 (édition spéciale) ; 7 octobre 2013 et 8 octobre 2016 (Festival du film de Mill Valley)
  - Québec : 25 mai 1983[37]
  - France : 19 octobre 1983 (sortie nationale) ; 23 avril 1997 (édition spéciale)[Note 5]
  - Belgique : 10 novembre 1983 (Gand) ; 30 avril 1997 (édition spéciale)[38]
- Classification :
  - États-Unis : des scènes peuvent heurter les enfants - accord parental souhaitable (PG - Parental Guidance Suggested)[Note 6]
  - France : tous publics (conseillé à partir de 8 ans)[39],[40]
  - Belgique : tous publics (Alle Leeftijden)[38]
  - Québec : tous publics (G - General Rating)[37]

## Distribution
Sauf indication contraire, les informations mentionnées dans cette section peuvent être confirmées par la base de données cinématographiques IMDb,  présente dans la section « Liens externes ».
- Mark Hamill (VF : Dominique Collignon-Maurin) : Luke Skywalker
- Harrison Ford (VF : Francis Lax) : Han Solo
- Carrie Fisher (VF : Évelyn Séléna) : princesse Leia Organa
- Billy Dee Williams (VF : Jean Roche) : Lando Calrissian
- Anthony Daniels (VF : Roger Carel) : C-3PO[Note 7]
- Peter Mayhew : Chewbacca
- Sebastian Shaw (VF : Roland Ménard) : Anakin Skywalker[Note 8]
- Ian McDiarmid (VF : Henri Virlogeux) : l'empereur Palpatine
- Frank Oz (VF : Serge Lhorca) : voix de Yoda
- James Earl Jones (VF : Georges Aminel) : voix de Dark Vador
- David Prowse : Dark Vador
- Alec Guinness (VF : Philippe Dumat) : Obi-Wan « Ben » Kenobi
- Kenny Baker : R2-D2 / Paploo
- Michael Pennington (VF : Bernard Murat) : Moff Jerjerrod
- Kenneth Colley (VF : Jacques Thébault) : amiral Piett
- Michael Carter (en) : Bib Fortuna
- Denis Lawson (VF : Hervé Bellon) : Wedge
- Tim Rose (VF : Claude Joseph) : amiral Ackbar[Note 9]
- Dermot Crowley (VF : Guy Chapellier) : général Madine
- Caroline Blakiston (VF : Martine Sarcey) : Mon Mothma
- Warwick Davis : Wicket
- Jeremy Bulloch : Boba Fett
- Femi Taylor : Oola
- Annie Arbogast : Sy Snootles
- Claire Davenport : danseuse obèse[Note 10]
- Jack Purvis : Teebo

- Version française réalisée par PM Productions avec des dialogues de Christian Dura sous la direction artistique de Michel Gast[41]

Sources doublage : Allodoublage.com, DSD Doublage et Starwars-universe.com.

Photos des principaux interprètes.
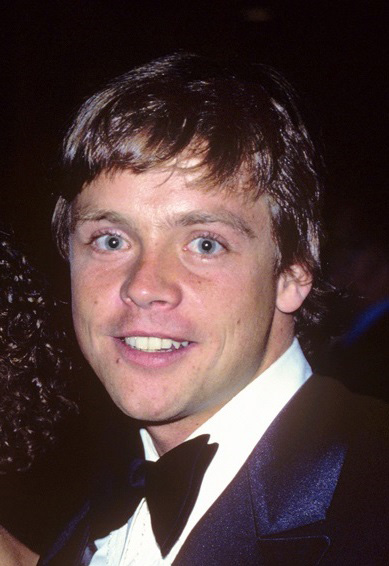
Mark Hamill en 1978.
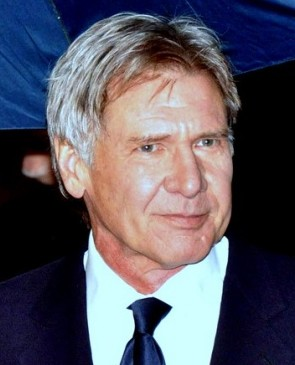
Harrison Ford en 2010.
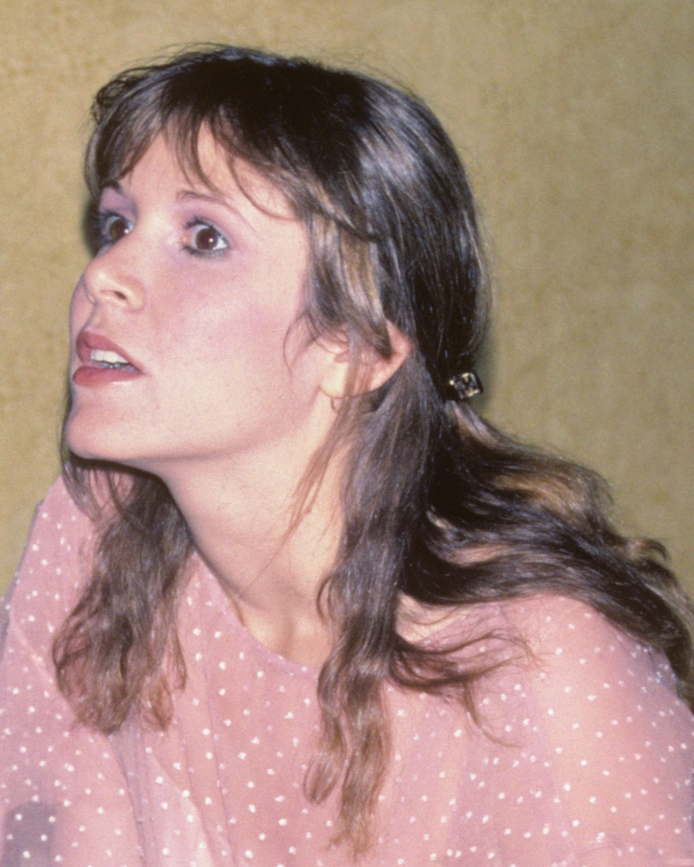
Carrie Fisher en 1978.
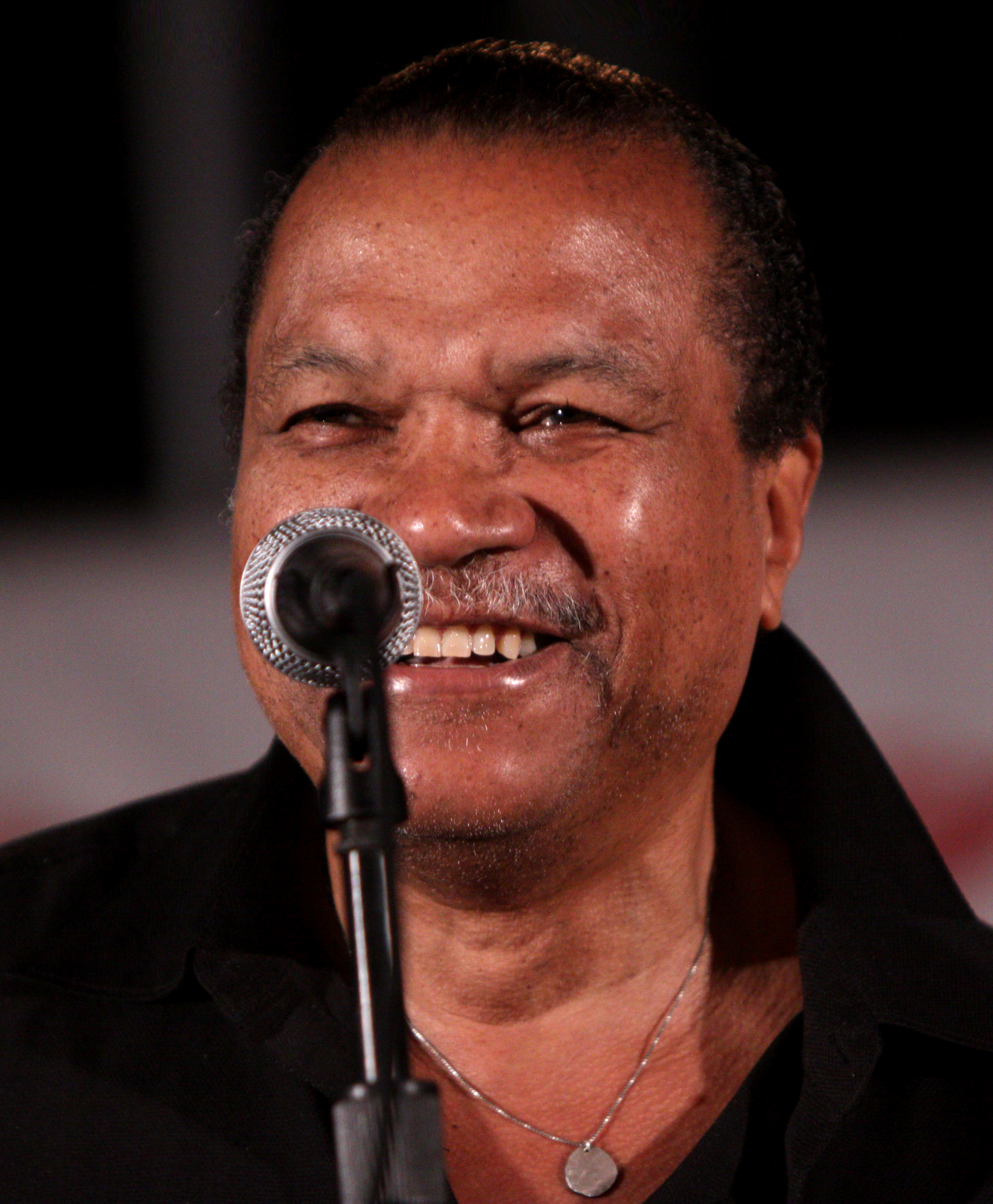
Billy Dee Williams en 2011.
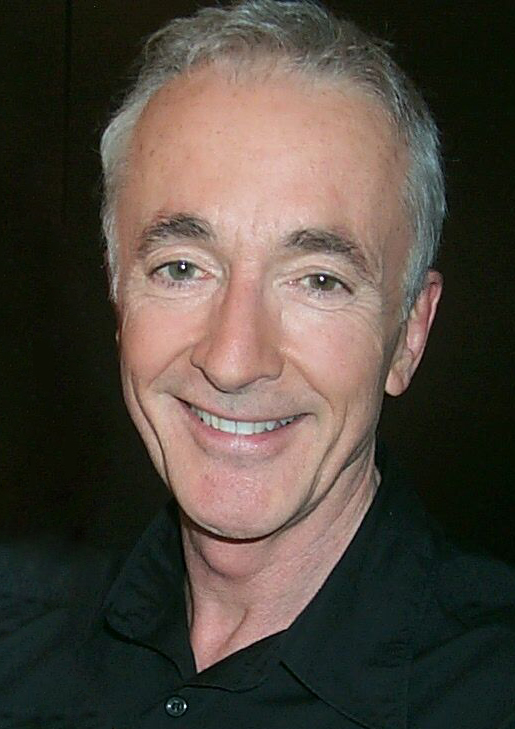
Anthony Daniels en 2005.
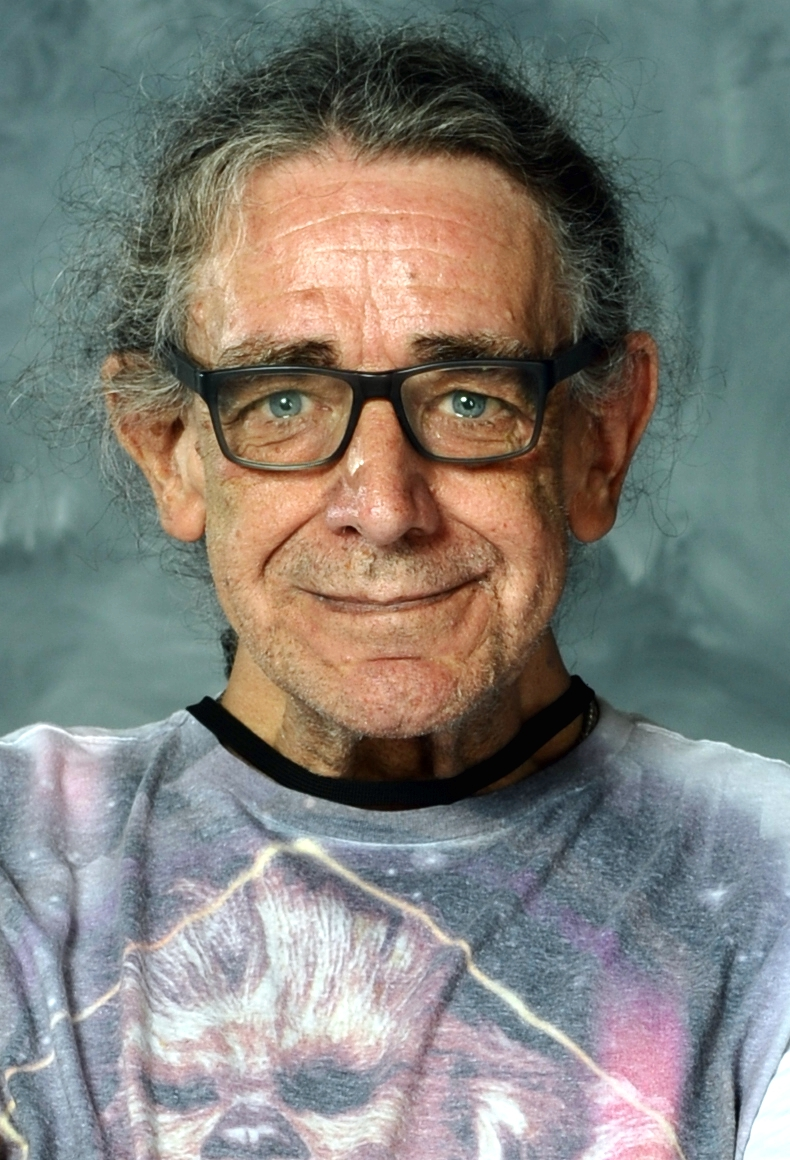
Peter Mayhew en 2015.

## Production

### Scénario
Après le très grand succès au box-office d'Un nouvel espoir en 1977 et de L'Empire contre-attaque en 1980, les fans et les critiques attendent encore plus du dernier opus de la trilogie de Star Wars. Pour surmonter ce défi, George Lucas décide de s'entourer d'un réalisateur et de son co-scénariste Lawrence Kasdan. La première ébauche du scénario est terminée le 20 février 1981. Dans cette version, Lucas parle de la capitale de l'Empire galactique, une planète urbanisée qu'il nomme Had Abbadon.
Ensuite, Kasdan et Lucas travaillent ensemble sur les dialogues et les détails du scénario. Mais, ils ne savent alors pas si Harrison Ford reprendra son rôle d'Han Solo. L'acteur a en effet plusieurs fois indiqué qu'il souhaitait voir mourir son personnage lors d'une scène où il se sacrifierait pour ses amis. Le producteur des deux premiers Star Wars, Gary Kurtz, explique que « l'idée originale était que les héros retrouvent Solo, après son kidnapping et que ce personnage meure dans la seconde partie du film, lors de l'attaque d'une base impériale. [...] George a décidé qu'il ne voulait plus qu'aucun des personnages principaux disparaisse, à cause de l'importance énorme des ventes de jouets ». Selon Kurtz, « Le marché du jouet a pris contrôle de l'empire cinématographique de Lucas. [...] Quand on se fait trois fois plus d'argent avec les jouets qu'avec les films, il est naturel d'opter pour des décisions qui protègent ce marché lucratif ». Quant à la fin originale, elle voyait « Leia accepter ses nouvelles responsabilités de reine, tandis que Luke repartait seul à la manière de Clint Eastwood dans les westerns spaghettis ». Kurtz n'est pas d'accord avec ce changement. Il décide donc de ne pas participer à la production. Lucas le remplace alors par Howard Kazanjian qui a déjà produit pour lui Les Aventuriers de l'arche perdue en 1981. Lucas annonce ensuite au producteur que le titre de l'épisode VI est Le Retour du Jedi. Ce dernier lui rétorque que cela fait plat. Lucas lui propose donc deux jours plus tard comme titre La Revanche du Jedi.
Pour la réalisation, George Lucas envisage d’engager son ami Steven Spielberg. Mais le syndicat des réalisateurs d'Amérique l'en empêche. En effet, Lucas et le syndicat sont en froid depuis que le second a fait payer une amende au premier pour ne pas avoir indiqué les principaux crédits au début de L'Empire contre-attaque comme c'est alors la règle. Les producteurs Robert Watts et Howard Kazanjian sont donc chargés de trouver un réalisateur pour le film. Après de nombreuses recherches, ils rédigent une liste de douze noms. Ensuite, ils interrogent les techniciens ayant travaillé avec ces réalisateurs et réduisent la liste à trois noms. Les trois candidats sont enfin invités à rencontrer George Lucas en personne. Et, en mai 1981, Lucas dévoile le nom de celui qu'il a retenu : Richard Marquand, un Gallois qui vient de réaliser un film de guerre nommé L'Arme à l'œil.
Marquand obtient carte blanche quant au choix des interprètes secondaires et de l'équipe technique. Il engage notamment le directeur de la photographie Alan Hume et le monteur Sean Barton, qui ont tous deux travaillé sur ses précédents films. Il négocie également avec Lucas que les personnages principaux bénéficient d'une courte présentation pour que les spectateurs qui découvrent la saga avec ce film ne soient pas perdus.

### Préproduction

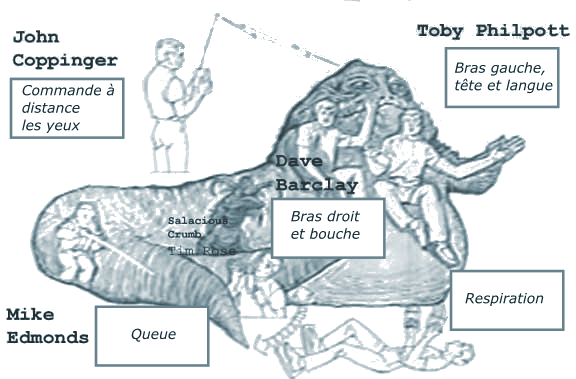
Répartition des marionnettistes dans Jabba le Hutt.

Norman Reynolds, le chef décorateur de L'Empire contre-attaque, reprend son poste pour ce nouveau film. Avec son équipe, il réalise de nombreux dessins préparatoires à partir des différentes versions du scénario. Ils sont aidés par le dessinateur Ralph McQuarrie qui peint à l'acrylique quelques scènes-clés du films. De fin 1980 à fin 1981, Reynolds, mais aussi les artistes Joe Johnston et Nilo Rodis-Jamero réalisent de nombreux dessins conceptuels pour les scènes se déroulant sur la planète Tatooine, notamment pour trouver l'aspect définitif du nouveau personnage de Jabba le Hutt,. George Lucas leur indique qu'il veut un extraterrestre grotesque, aussi énorme que Sydney Greenstreet dans le film Le Faucon maltais (1941). C'est le superviseur de la conception des créatures Phil Tippett qui pense alors à en faire une limace géante et gluante. La marionnette en elle-même est l'œuvre de Stuart Freeborn. Sa manipulation nécessite cinq marionnettistes dont quatre sont dissimulés dans ou sous son corps. Le cinquième contrôle ses globes oculaires et ses paupières à distance grâce à une télécommande.
Dans la première version du scénario, Lucas envisage de mettre en avant les Wookiees lors de la bataille finale. Il revient ensuite sur cette version, car Chewbacca, le personnage Wookiee présent depuis le début de la saga est un mécanicien et un adepte des technologies. Cela colle mal avec la vision de Lucas. Il souhaite que le retournement de situation lors de la bataille soit l'œuvre d'une peuplade primitive. Il indique alors au directeur artistique Joe Johnston qu'il veut « des petits gars en fourrure avec des lances et qui courent dans les bois ». Johnson et son équipe dessinent de nombreux croquis mais Lucas n'est pas satisfait car il ne les trouve pas assez mignons. Le directeur artistique le prend au mot et crée les Ewoks, des personnages ressemblants à des ours en peluche.
Les responsables des costumes, Aggie Guerard Rodgers et Nilo Rodis-Jamero, imaginent pour la princesse Leia, un vêtement beaucoup plus sexy que dans les précédents films : un bikini doré inspiré des illustrations de Frank Frazetta. Le costume de Luke Skywalker, lui, reflète son évolution. Dans Un nouvel espoir, il a une tunique blanche de fermier. Dans L'Empire contre-attaque, comme il est devenu un héros de la rébellion, il porte la tenue kaki des militaires. Pour Le Retour du Jedi, il obtient le statut de Chevalier Jedi et arbore donc un habit noir proche de celui de son père, Dark Vador.
- Costumes du film, exposés au Detroit Institute of Arts en 2018.

Costumes du film, exposés au en en 2018.
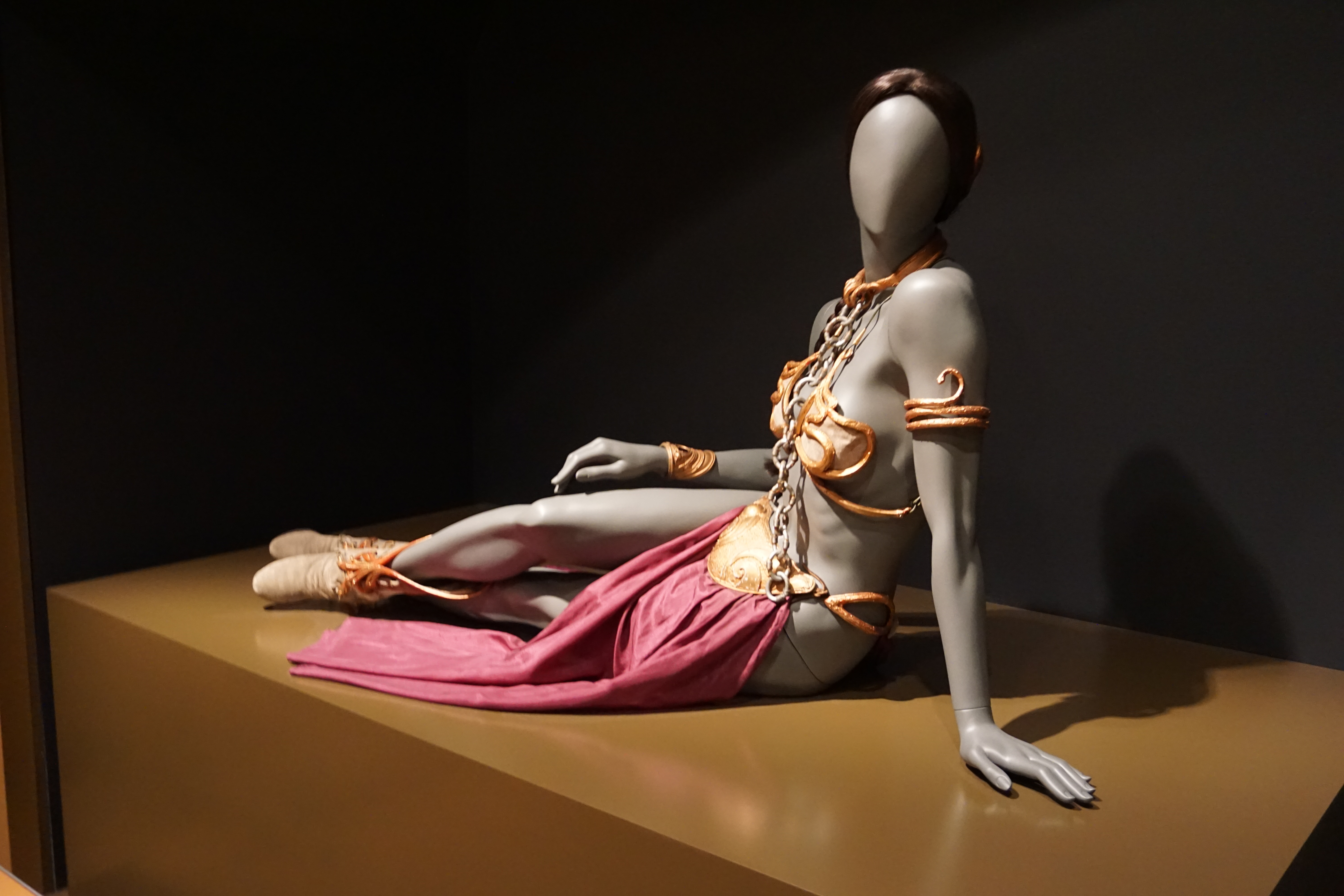
Princesse Leia danseuse esclave.
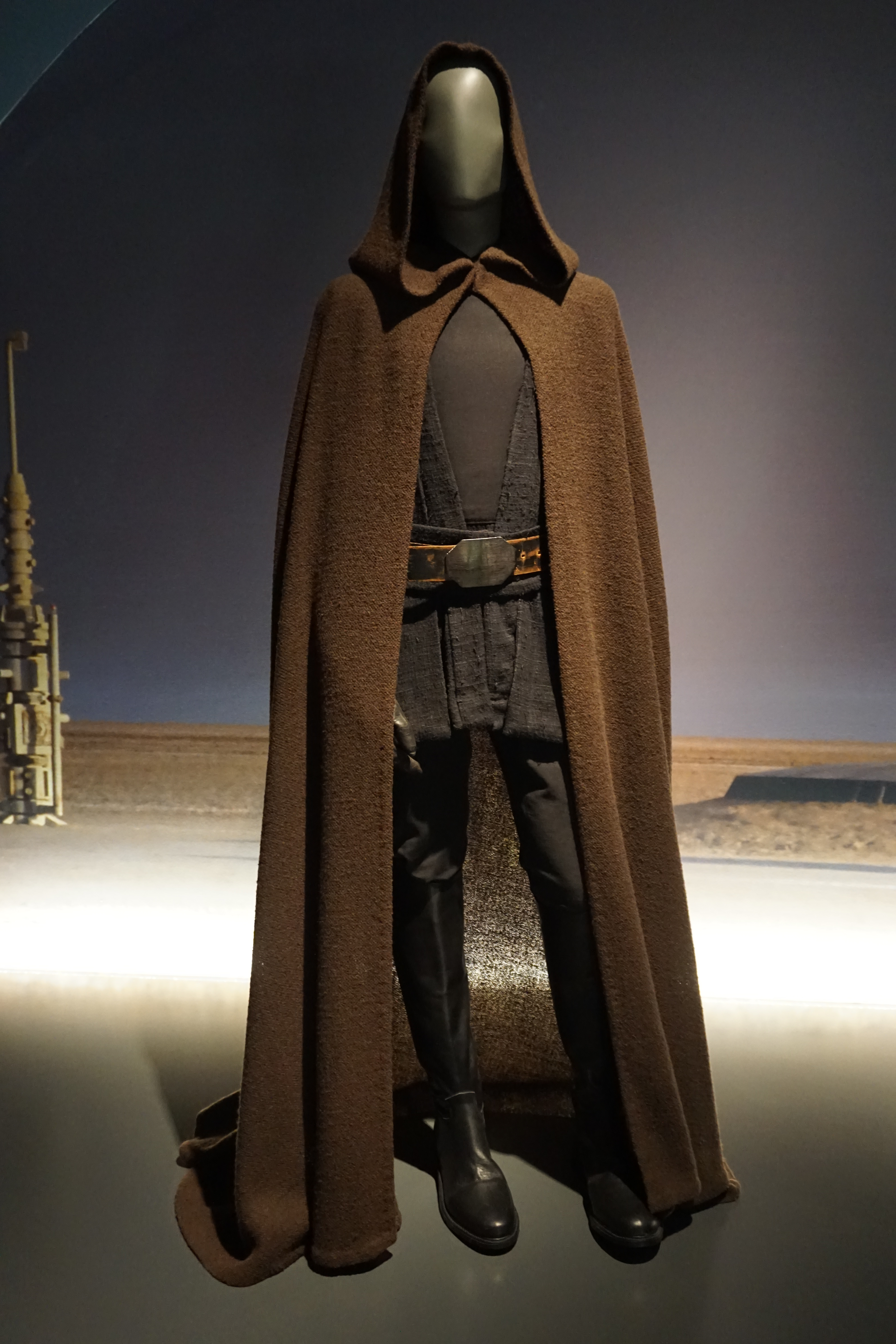
Luke Skywalker chevalier Jedi.
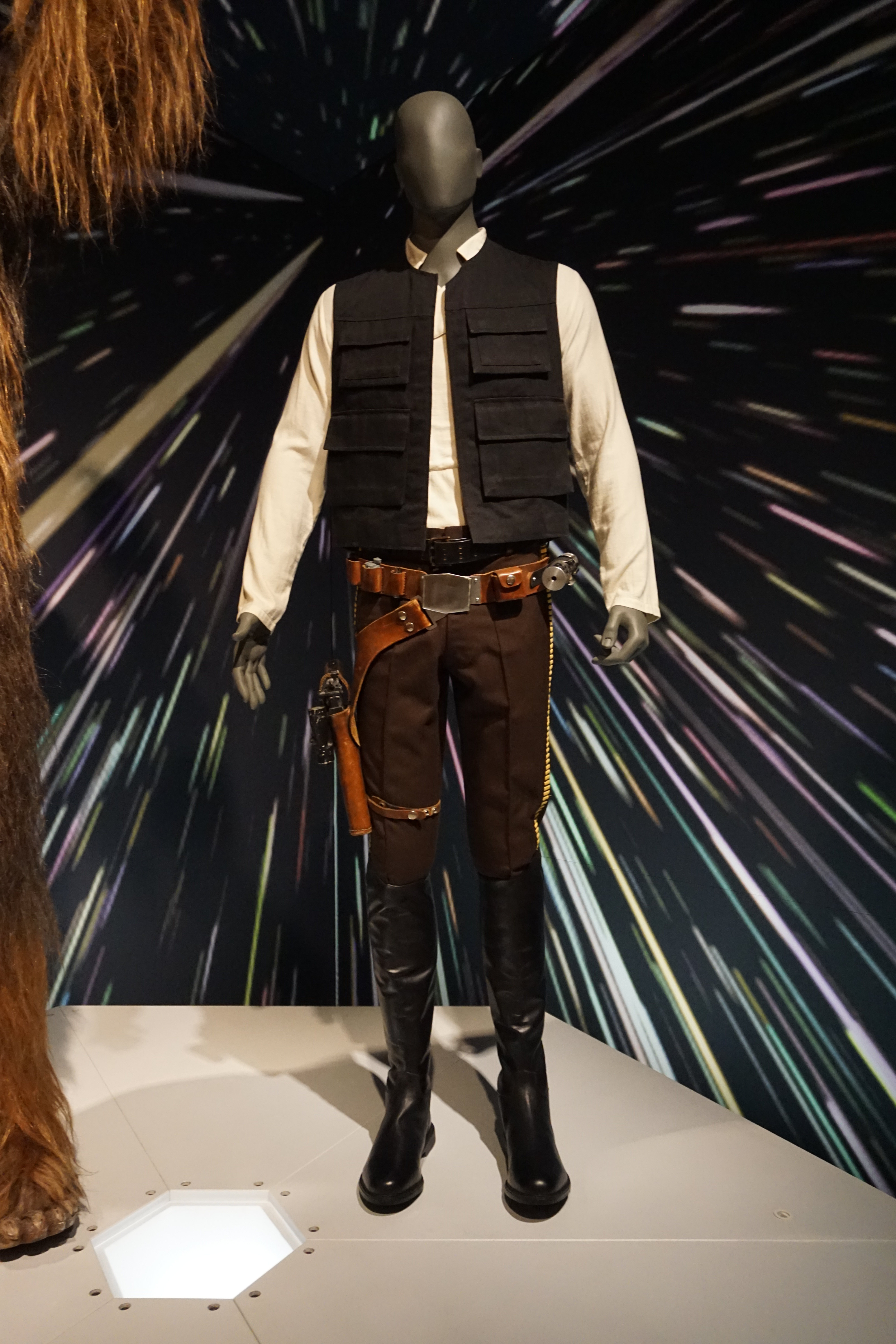
Han Solo.
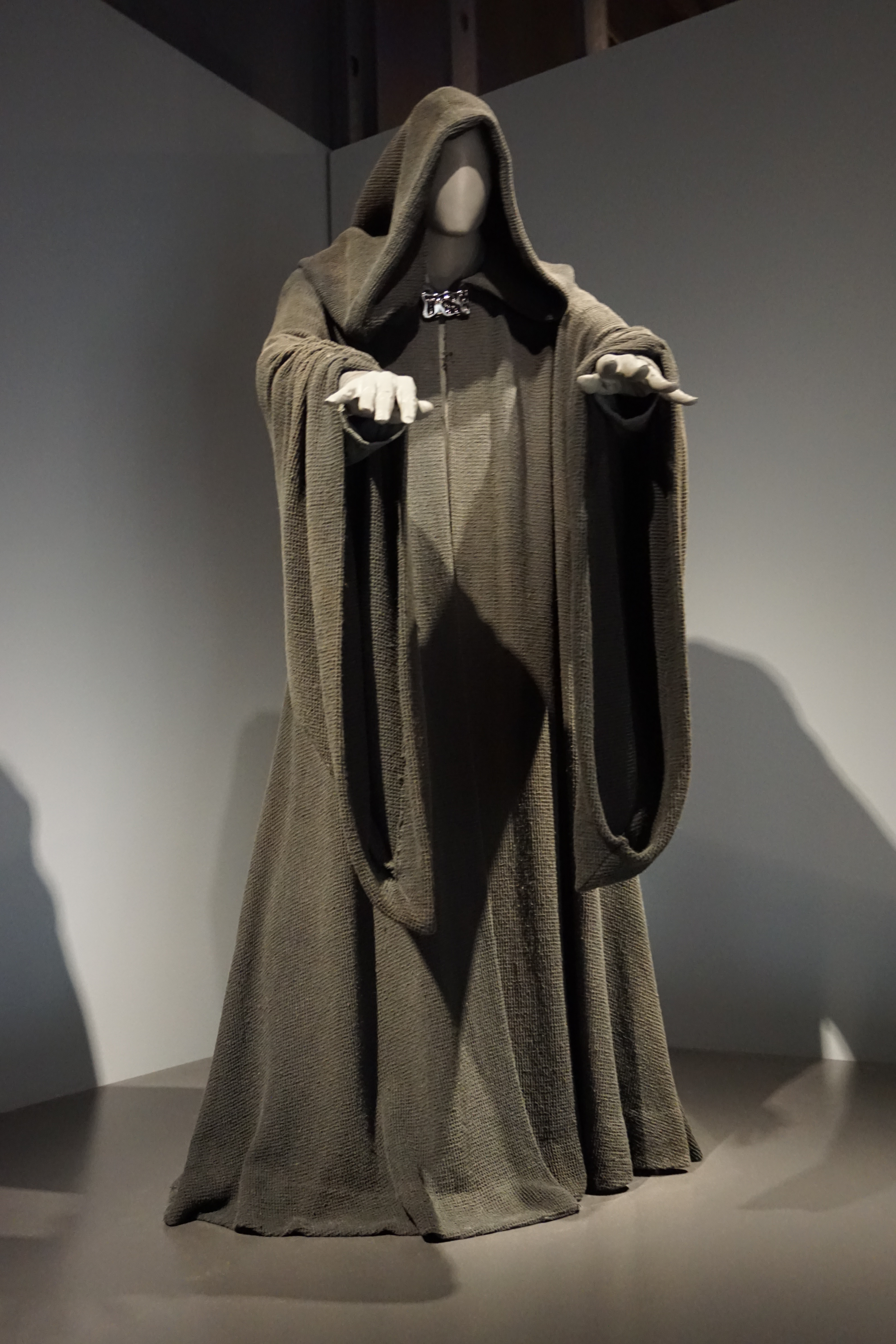
L'Empereur.
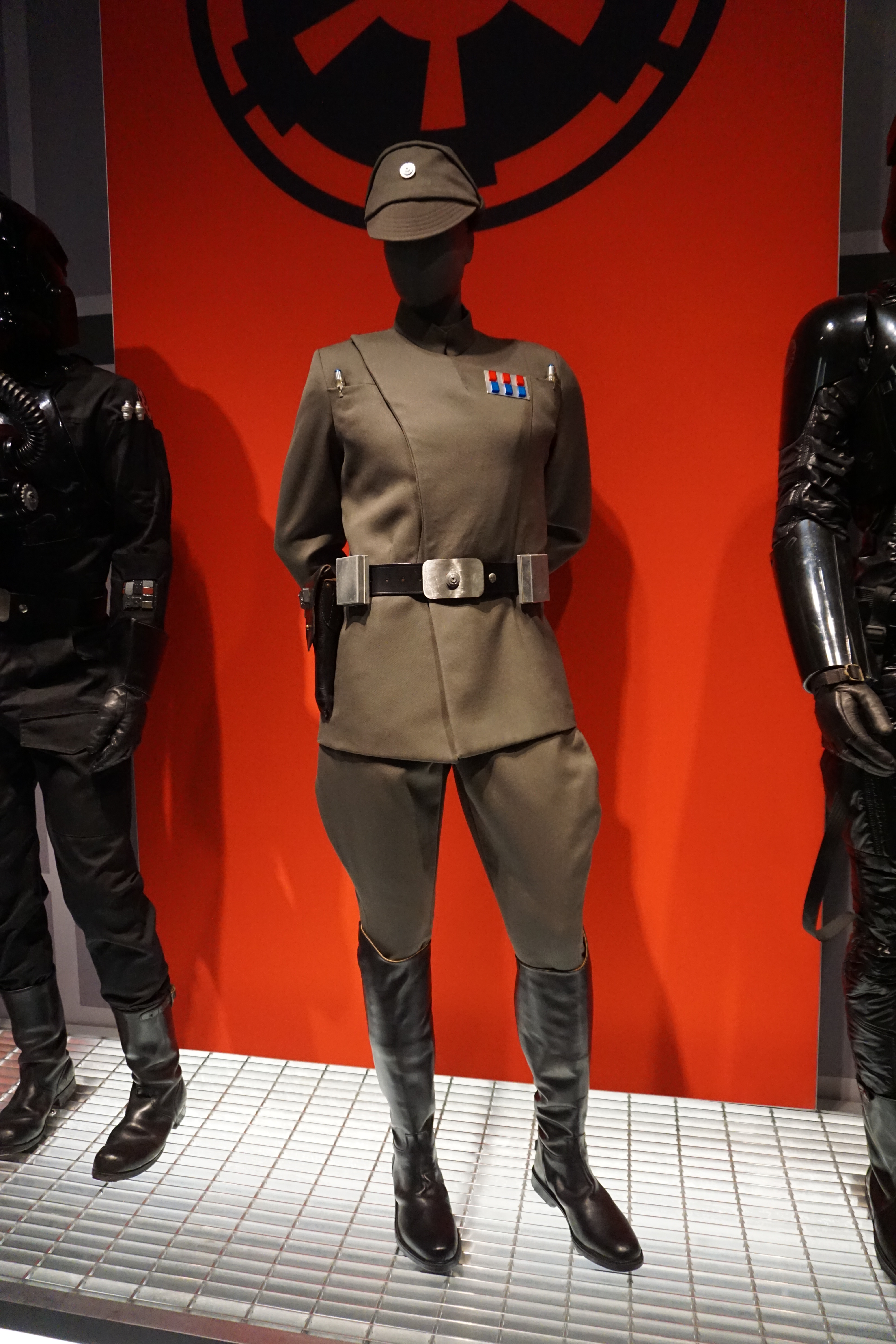
Officier impérial.

### Tournage

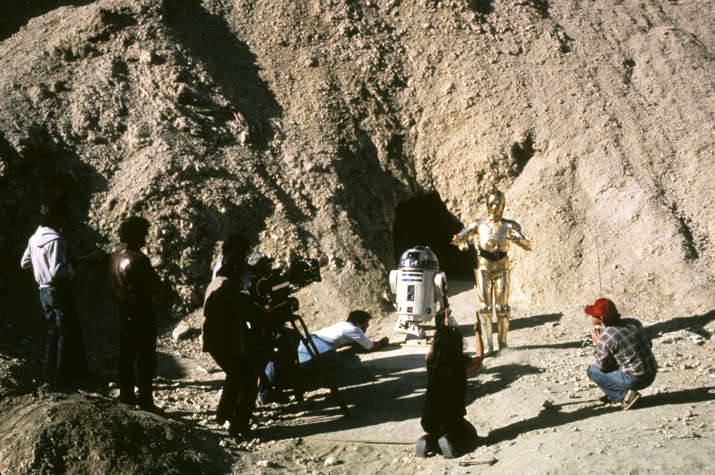
L'équipe tournant des scènes avec C-3PO et R2-D2 dans la Vallée de la Mort, en 1982.

Le tournage débute le 11 janvier 1982 aux studios Pinewood en Angleterre. La première scène tournée fait partie de celles qui ne sont pas retenues lors du montage. Il s'agit d'une scène où les rebelles quittent la planète Tatooine alors qu'elle est balayée par une tempête de sable. Cette scène nécessite la reconstruction partielle grandeur nature du vaisseau spatial Faucon Millenium, construction qui est l’œuvre d'une firme d'ingénieurs maritimes basée à Pembroke Dock au Pays de Galles. Bien qu'il confie la réalisation à Richard Marquand, George Lucas est très présent sur le plateau : il supervise de près le tournage pour éviter le dépassement de budget comme sur le précédent opus.
Alan Webb, l'acteur anglais qui est engagé pour interpréter le rôle de l'Empereur, tombe subitement malade. Il écrit une lettre à la production où il déclare renoncer à jouer le rôle. Il décède d'ailleurs quelques mois plus tard, en juin 1982. Il est donc remplacé à la dernière minute par Ian McDiarmid. Pour incarner le rôle, ce dernier se voit affublé d'une prothèse faciale qui nécessite quatre heures de maquillage. Kenny Baker, l'interprète du droïde R2-D2 qui doit incarner également le principal Ewok nommé Wicket, tombe lui aussi malade durant le tournage. Il est alors remplacé sous la fourrure de l'Ewok par Warwick Davis, un jeune nain de douze ans et de quatre-vingt-neuf centimètres. Pour son jeu d'acteur, l'enfant copie les mouvements de son chien pour simuler les émotions de l'Ewok.
Après le retour des interprètes principaux aux États-Unis, le tournage reprend en avril 1982 dans la Vallée Imperial près de Yuma en Arizona dans le plus grand secret sous le nom de code « Blue Harvest »,. La société Lucasfilm annonce en effet qu'elle lance la production d'un film d'horreur portant ce nom réalisé par David Tomblin, produit par Jim Bloom et qui doit sortir pour Halloween 1983. Pour éviter toute fuite, le lieu du tournage est entouré de grillages et de grands panneaux de bois. Cependant un intrus s'infiltre sur place, prend des photographies et dévoile le secret à la presse. Les décors sont construits sur une plafeforme de 10 000 mètres carrés. Le principal élément est la barge à voile de Jabba, elle mesure plus de vingt mètres de haut. À côté d'elle se trouve l'orifice du Sarlacc. Pour lui donner une impression de profondeur, tous les décors sont surélevés. Les techniciens et les opérateurs arrivent sur le site le 8 avril. Le lendemain, ce sont les producteurs et le réalisateur. Les interprètes débarquent le 11 pour commencer le tournage le lendemain. Ils finissent leurs scènes le 24. Les cascadeurs restent trois jours de plus sur le site pour finir quelques prises puis quittent à leur tour le lieu.

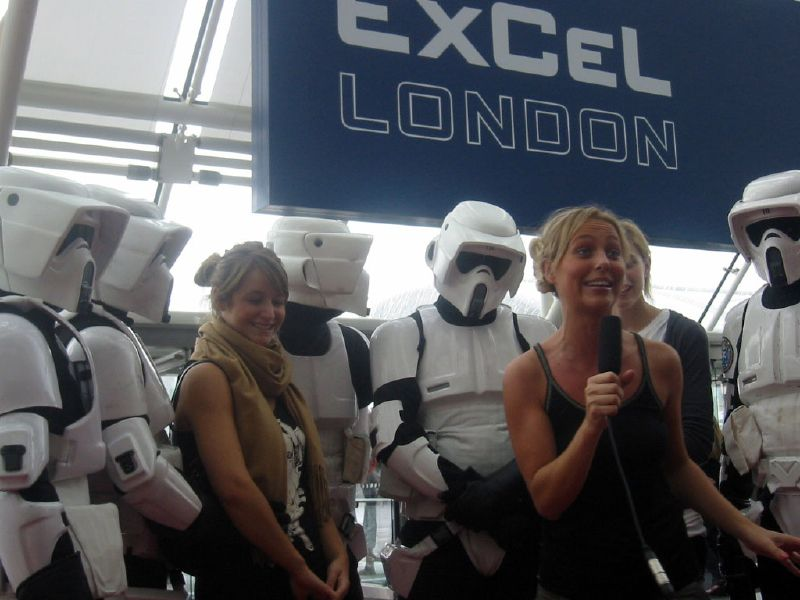
Un groupe d'éclaireurs impériaux, les pilotes des Motojets.

Le tournage déménage ensuite pour le nord de la Californie sur un terrain proche du fleuve Smith et dans une forêt de séquoias toujours verts près de Crescent City. Il prend fin le 20 mai sans dépassement de délai ni de budget avec la scène de poursuite en motojet. Le responsable des effets visuels Dennis Muren a l'idée de tourner cette dernière scène à l'aide d'une steadicam. L'opérateur caméra marche le long d'un sentier avec une caméra qui filme une image par seconde. Une fois monté à la vitesse normale de vingt-quatre images par seconde cela crée une impression de vitesse. Comme le cadreur marche à plus de six kilomètres par heure, cela donne à l'écran cent soixante kilomètres par heure.

### Postproduction
Le plus gros travail de postproduction est la création des effets spéciaux par la société Industrial Light & Magic. Pour cela, de nombreux modèles réduits sont construits car beaucoup de vaisseaux spatiaux sont nécessaires, notamment la navette impériale, l'intercepteur TIE et les chasseurs A-wing et B-wing. Ce dernier vaisseau, avec sa forme élancée se transpose mal à l'écran. En effet, l'engin disparait presque intégralement en plan frontal. Lors de la bataille finale de nombreux croiseurs stellaires Mon Calamari apparaissent également. En réalité seuls deux modèles réduits sont fabriqués : un standard qui est dupliqué à l'écran et un plus cylindrique pour figurer le vaisseau de l'amiral Ackbar.
C'est Ken Ralston qui est chargé de superviser les effets visuels de la bataille finale au-dessus d'Endor. Pour concevoir cette bataille et prévisualiser les scènes, il utilise des vidéomatiques où un membre de l'équipe technique recouvert de bleu d'incrustation manipule des maquettes proches de celles du film. Une fois qu'il a choisi le mouvement des vaisseaux, les engins sont fixés à des tiges de soutien et filmés un par un avec un mouvement de caméra contrôlé par ordinateur. Cela donne ainsi l'impression que c'est le vaisseau qui bouge. Il tourne ensuite la même scène sur un fond noir pour obtenir un négatif de l'image. De cette manière il obtient un vaisseau noir sur un fond blanc, ce qui lui permet plus facilement de visualiser la chorégraphie des sept ou huit vaisseaux et éviter d'éventuels chevauchements.
Pour certaines scènes, l'équipe supervisée par l'artiste Michael Pangrazio réalise des décors peints sur verre pour servir de toile de fond à des plans réels tournés en studio devant un fond bleu. Lors du montage, George Lucas décide d'ajouter un élément à la scène finale, il s'agit de Luke qui allume un bûcher funéraire pour incinérer la dépouille de son père. Il demande donc à Mark Hamill de venir à ses bureaux du Skywalker Ranch pour y tourner dans les collines environnantes cette scène additionnelle.

### Bande originale
Comme pour les deux premiers Star Wars, la musique est composée et réalisée par John Williams. Il l'enregistre en janvier et février 1983 en Angleterre avec l'orchestre symphonique de Londres. John Williams crée de nouveaux thèmes, dont un pour le criminel Jabba le Hutt. Il s'agit d'un thème plutôt jovial joué au tuba. Il en crée également un très gai pour les Ewoks et un plus mélancolique pour marquer le lien de fraternité qui unit désormais Luke et Leia. Le thème démoniaque de l'empereur Palpatine, lui, est soutenu par un chœur uniquement masculin. Le compositeur réutilise également de nombreuses musiques déjà présentes dans les deux premiers films comme The Imperial March, le thème dédié à Dark Vador.
La bande originale du film sort en double disque microsillon en 1983 chez Polydor. Une version longue de la bande originale est rematricée en 1996 par Dan Hersch sous la direction de Michael Matessino. Cette nouvelle version est commercialisée en 1997 pour accompagner la sortie de l'édition spéciale du film.
| Liste des morceaux du premier disque | Liste des morceaux du premier disque                       | Liste des morceaux du premier disque | Liste des morceaux du premier disque | Liste des morceaux du premier disque | Liste des morceaux du premier disque | Liste des morceaux du premier disque | Liste des morceaux du premier disque | Liste des morceaux du premier disque | Liste des morceaux du premier disque |
| No                                   | Titre                                                      | Durée                                |                                      |                                      |                                      |                                      |                                      |                                      |                                      |
| ------------------------------------ | ---------------------------------------------------------- | ------------------------------------ | ------------------------------------ | ------------------------------------ | ------------------------------------ | ------------------------------------ | ------------------------------------ | ------------------------------------ | ------------------------------------ |
| 1.                                   | 20th Century Fox Fanfare                                   | 0:22                                 |                                      |                                      |                                      |                                      |                                      |                                      |                                      |
| 2.                                   | Main Title/Approaching the Death Star/Tatooine Rendezvous  | 9:17                                 |                                      |                                      |                                      |                                      |                                      |                                      |                                      |
| 3.                                   | The Droids are Captured                                    | 1:21                                 |                                      |                                      |                                      |                                      |                                      |                                      |                                      |
| 4.                                   | Bounty for a Wookiee                                       | 2:50                                 |                                      |                                      |                                      |                                      |                                      |                                      |                                      |
| 5.                                   | Han Solo Returns                                           | 4:01                                 |                                      |                                      |                                      |                                      |                                      |                                      |                                      |
| 6.                                   | Luke Confronts Jabba/Den of the Rancor/Sarlacc Sentence    | 8:51                                 |                                      |                                      |                                      |                                      |                                      |                                      |                                      |
| 7.                                   | The Pit of Carkoon/Sail Barge Assault                      | 6:02                                 |                                      |                                      |                                      |                                      |                                      |                                      |                                      |
| 8.                                   | The Emperor Arrives/The Death of Yoda/Obi-Wan's Revelation | 10:58                                |                                      |                                      |                                      |                                      |                                      |                                      |                                      |
| 9.                                   | Alliance Assembly                                          | 2:13                                 |                                      |                                      |                                      |                                      |                                      |                                      |                                      |
| 10.                                  | Shuttle Tydirium Approaches Endor                          | 4:09                                 |                                      |                                      |                                      |                                      |                                      |                                      |                                      |
| 11.                                  | Speeder Bike Chase/Land of the Ewoks                       | 9:38                                 |                                      |                                      |                                      |                                      |                                      |                                      |                                      |
| 12.                                  | The Levitation/Threepio's Bedtime Story                    | 2:46                                 |                                      |                                      |                                      |                                      |                                      |                                      |                                      |
| 13.                                  | Jabba's Baroque Recital                                    | 3:09                                 |                                      |                                      |                                      |                                      |                                      |                                      |                                      |
| 14.                                  | Jedi Rocks                                                 | 2:42                                 |                                      |                                      |                                      |                                      |                                      |                                      |                                      |
| 15.                                  | Sail Barge Assault - version alternative                   | 5:04                                 |                                      |                                      |                                      |                                      |                                      |                                      |                                      |
| 73:23                                |                                                            |                                      |                                      |                                      |                                      |                                      |                                      |                                      |                                      |

| Liste des morceaux du second disque | Liste des morceaux du second disque                                                                                             | Liste des morceaux du second disque | Liste des morceaux du second disque | Liste des morceaux du second disque | Liste des morceaux du second disque | Liste des morceaux du second disque | Liste des morceaux du second disque | Liste des morceaux du second disque | Liste des morceaux du second disque |
| No                                  | Titre | Durée                               |                                     |                                     |                                     |                                     |                                     |                                     |                                     |
| ----------------------------------- | --- | ----------------------------------- | ----------------------------------- | ----------------------------------- | ----------------------------------- | ----------------------------------- | ----------------------------------- | ----------------------------------- | ----------------------------------- |
| 1.                                  | Parade of the Ewoks | 3:28                                |                                     |                                     |                                     |                                     |                                     |                                     |                                     |
| 2.                                  | Luke and Leia | 4:46                                |                                     |                                     |                                     |                                     |                                     |                                     |                                     |
| 3.                                  | Brother and Sister/Father and Son/The Fleet Enters Hyperspace/Heroic Ewok                                                       | 10:40                               |                                     |                                     |                                     |                                     |                                     |                                     |                                     |
| 4.                                  | The Emperor's Throne Room | 3:26                                |                                     |                                     |                                     |                                     |                                     |                                     |                                     |
| 5.                                  | The Battle of Endor I (Into the Trap, Forest Ambush, Scout Walker Scramble and The Prime Weapon Fires)                          | 11:50                               |                                     |                                     |                                     |                                     |                                     |                                     |                                     |
| 6.                                  | The Lightsaber/The Ewok Battle                                                                                                  | 4:31                                |                                     |                                     |                                     |                                     |                                     |                                     |                                     |
| 7.                                  | The Battle of Endor II (Leia is Wounded, The Duel Begins, Overtaking the Bunker, The Dark Side Beckons and The Emperor’s Death) | 10:03                               |                                     |                                     |                                     |                                     |                                     |                                     |                                     |
| 8.                                  | The Battle of Endor III (Superstructure Chase, Darth Vader's Death and The Main Reactor)                                        | 6:04                                |                                     |                                     |                                     |                                     |                                     |                                     |                                     |
| 9.                                  | Leia's News/Light of the Force                                                                                                  | 3:24                                |                                     |                                     |                                     |                                     |                                     |                                     |                                     |
| 10.                                 | Victory Celebration/End Title                                                                                                   | 8:34                                |                                     |                                     |                                     |                                     |                                     |                                     |                                     |
| 11.                                 | Ewok Feast/Part of the Tribe | 4:02                                |                                     |                                     |                                     |                                     |                                     |                                     |                                     |
| 12.                                 | The Forest Battle (Concert Suite)                                                                                               | 4:05                                |                                     |                                     |                                     |                                     |                                     |                                     |                                     |
| 74:53                               | |                                     |                                     |                                     |                                     |                                     |                                     |                                     |                                     |

## Accueil

### Sortie

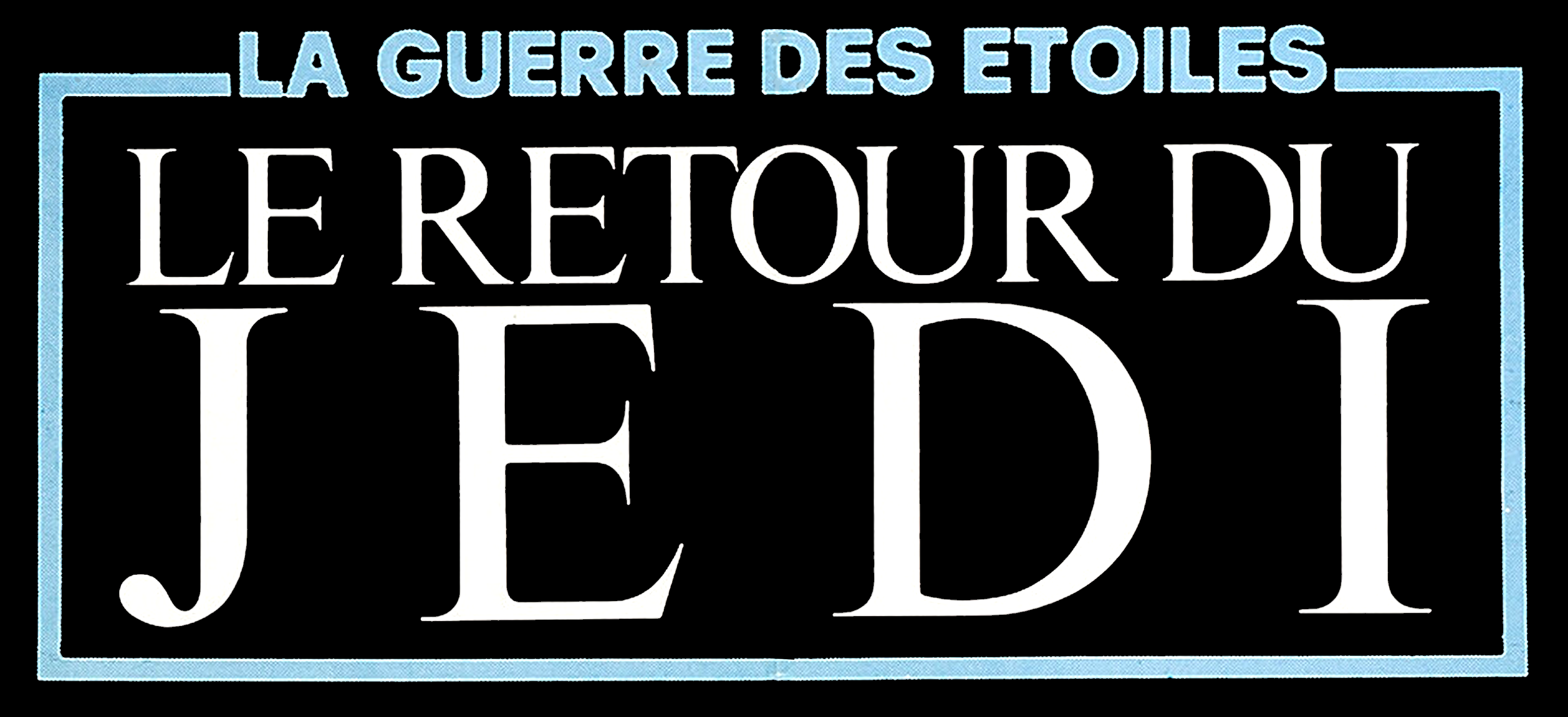
Logo de l'affiche française à la sortie du film.

En novembre 1982, une première pré-affiche de La Revanche du Jedi est distribuée aux cinémas américains. Il s'agit d'une peinture de Drew Struzan, un artiste qui a déjà travaillé avec Lucasfilm pour Les Aventuriers de l'arche perdue. Cependant en janvier 1983, à quelques semaines de la sortie, George Lucas décide de changer le titre du film. Il revient au nom qu'il avait choisi originellement : Le Retour du Jedi. Il explique ce revirement au producteur Howard Kazanjian par le fait qu'un Jedi ne se venge pas.
Une nouvelle pré-affiche est dessinée par Tim Teamer avec cette fois le titre définitif. Elle représente des mains brandissant un sabre laser. L'affiche définitive est signée par Kazuhiko Sano. Il s'agit d'un montage des principaux personnages.
Le 7 mai, le film est projeté lors d'une avant-première américaine pour les employés de Lucasfilm et leurs familles au cinéma Coroner de San Francisco. Le film est ensuite projeté sur les écrans américains le mercredi 25 mai 1983, soit six ans jour pour jour après le premier Star Wars. Il sort dans mille deux cinémas.

### Accueil critique
Aux États-Unis, les critiques sont globalement positives. Le 25 mai 1983, Roger Ebert du Chicago Sun-Times donne au film la note de quatre sur quatre. Pour le magazine Time du 23 mai 1983, Gerald Clarke trouve que le film n'est pas aussi excitant que le premier Star Wars mais qu'il est « mieux et plus satisfaisant » que L'Empire contre-attaque. Vincent Canby de The New York Times, qui avait adoré le premier film et détesté le deuxième, estime que Le Retour du Jedi est le pire des trois films.
En France, la critique est très divisée au sujet du film. Vu par certain comme un western galactique ou un conte moral, le film est décrit par d’autres comme moins propice à la réflexion que les précédents films. Le critique du magazine Positif va plus loin. Il voit le film « comme une étape de plus dans la crétinisation du cinéma américain ».
Pour la ressortie de l'édition spéciale en 1997, les critiques américains sont plus mitigées. James Berardinelli de ReelViews indique que bien qu'il soit content de revoir Un nouvel espoir et L'Empire contre-attaque au cinéma, ce n'est pas forcément le cas pour Le Retour du Jedi. Il salue le travail de restauration des films et l'ajout des nouvelles scènes mais constate que le film reste toujours le plus faible des trois. Cependant, il pardonne cette faiblesse du fait de sa position de film de conclusion.
Sur le site Rotten Tomatoes, le film obtient le score de 79 % pour un total de soixante-huit critiques. Le site résume les avis ainsi : « Bien qu'il n'atteint pas les hauteurs cinématographiques de ses prédécesseurs, Le Retour du Jedi reste un bon divertissement de science-fiction et d'aventure et offre une fin convenable à la trilogie ».

### Box-office
Dès le premier jour, la recette des entrées est estimée à 6 200 000 dollars, soit presque un million de plus que le précédent record. Au bout d'une semaine, c'est 45 000 000 $ qui sont engrangés, soit un montant déjà supérieur à celui du budget. Le film termine sa course aux États-Unis début mars 1984 avec 252 000 000 $ et se hisse à la première place annuelle en Amérique du Nord pour l'année 1983. La ressortie de 1985 rapporte, elle, 9 000 000 $. L'« édition spéciale » de 1997 engrange enfin 48 000 000 $ et porte l'exploitation totale américaine à 309 000 000 $.
Au niveau mondial, le film se place également à la première place des recettes de l'année 1983. Toutes années confondues, il engrange 169 000 000 $ hors d'Amérique du Nord et porte ainsi le total des recettes mondiales à 475 000 000 $. En France avec 4 244 000 entrées, le film se classe en cinquième position du box-office derrière Les dieux sont tombés sur la tête, L'Été meurtrier, Le Marginal et Les Compères.
| Pays       | Box-office (1983) | Classement de l'année (1983) |
| ---------- | ----------------- | ---------------------------- |
| Monde      | 475 000 000 US$   | 1er                          |
| États-Unis | 309 000 000 US$   | 1er                          |
| France     | 4 244 000 entrées | 5e                           |

### Rééditions
Aux États-Unis, Le Retour du Jedi ressort dans les salles de cinéma le 25 mai 1985.
En mars 1997, le film sort au cinéma dans une version « édition spéciale », un mois après la réédition de L'Empire contre-attaque et deux mois après celle d’Un nouvel espoir. George Lucas profite de ces ressorties pour inclure de nouveaux passages dans les films et en améliorer les effets spéciaux.
Dans la scène de la barge de Jabba, George Lucas ajoute un bec et des tentacules au Sarlacc pour le rendre plus réaliste et menaçant. Car précédemment, la créature ne bougeait quasiment pas. Selon le créateur de la saga, cela renforce la scène. Dans le palais de Jabba, une nouvelle séquence musicale est créée. En 1982, Richard Marquand n'a pas eu le temps de tourner cette scène dans son intégralité, notamment à cause de la marionnette de la chanteuse qui était trop statique. Pour la nouvelle édition, la chanteuse est recréée numériquement pour la rendre plus dynamique. Un autre chanteur est aussi incorporé pour lui donner la réplique lors d'un duo. Cela ajoute de l'atmosphère et de la qualité selon George Lucas. À la fin du film sont également inclus des nouvelles prises de vue montrant les planètes Bespin, Tatooine, Naboo et Coruscant. Une nouvelle musique composée par John Williams pour l'« édition spéciale » est aussi ajoutée à la scène où les Ewoks dansent pour savourer leur victoire.

## Distinctions
Note : sauf mention contraire, les informations ci-dessous sont issues de la page Awards du film sur l'Internet Movie Database. Ici sont listés les principaux prix.
Le Retour du Jedi remporte un Oscar sur cinq nominations. Le film gagne aussi, sur dix nominations, cinq Saturn Awards dont celui du meilleur film. Il est également récompensé par plusieurs autres prix comme le Grammy Awards de la meilleure musique de film, le Prix Hugo du meilleur film dramatique et le BAFTA des meilleurs effets visuels.
En 2021, le film est sélectionné par la National Film Registry de la Bibliothèque du Congrès pour y être conservé, comme étant « culturellement, historiquement ou esthétiquement important ».

### Récompenses
| Année | Cérémonie ou récompense | Prix                             | Lauréat(es)                                               |
| ----- | ----------------------- | -------------------------------- | --------------------------------------------------------- |
| 1984  | Oscars                  | Meilleurs effets visuels         | Richard Edlund, Dennis Muren, Ken Ralston et Phil Tippett |
| 1984  | BAFTA Awards            | Meilleurs effets visuels         | Richard Edlund, Dennis Muren, Ken Ralston et Kit West     |
| 1984  | Saturn Awards           | Meilleur film de science-fiction |                                                           |
| 1984  | Saturn Awards           | Meilleur acteur                  | Mark Hamill                                               |
| 1984  | Saturn Awards           | Meilleurs costumes               | Aggie Guerard Rodgers et Nilo Rodis-Jamero                |
| 1984  | Saturn Awards           | Meilleur maquillage              | Stuart Freeborn et Phil Tippett                           |
| 1984  | Saturn Awards           | Meilleurs effets visuels         | Richard Edlund, Dennis Muren et Ken Ralston               |
| 1984  | Grammy Awards           | Meilleure musique de film        | John Williams                                             |
| 1984  | Prix Hugo               | Meilleur film dramatique         | Lawrence Kasdan, George Lucas et Richard Marquand         |
| 1984  | People's Choice Awards  | Film préféré                     |                                                           |
| 1984  | Young Artist Awards     | Meilleur film familial           |                                                           |

### Nominations
| Année | Cérémonie ou récompense | Prix                                | Lauréat(es)                                               |
| ----- | ----------------------- | ----------------------------------- | --------------------------------------------------------- |
| 1984  | Oscars                  | Meilleure direction artistique      | Michael Ford, Fred Hole, Norman Reynolds et James Schoppe |
| 1984  | Oscars                  | Meilleur son                        | Ben Burtt, Tony Dawe, Gary Summers et Randy Thom          |
| 1984  | Oscars                  | Meilleur montage de son             | Ben Burtt                                                 |
| 1984  | Oscars                  | Meilleure musique                   | John Williams                                             |
| 1984  | BAFTA Awards            | Meilleures maquillages et coiffures | Stuart Freeborn et Phil Tippett                           |
| 1984  | BAFTA Awards            | Meilleurs décors                    | Norman Reynolds                                           |
| 1984  | BAFTA Awards            | Meilleur son                        | Ben Burtt, Tony Dawe et Gary Summers                      |
| 1984  | Saturn Awards           | Meilleure actrice                   | Carrie Fisher                                             |
| 1984  | Saturn Awards           | Meilleur acteur dans un second rôle | Billy Dee Williams                                        |
| 1984  | Saturn Awards           | Meilleure réalisation               | Richard Marquand                                          |
| 1984  | Saturn Awards           | Meilleur scénario                   | Lawrence Kasdan et George Lucas                           |
| 1984  | Saturn Awards           | Meilleure musique                   | John Williams                                             |
| 1984  | Grammy Awards           | Meilleure bande originale           | John Williams                                             |

## Analyse
Pour écrire le film, George Lucas s'aide notamment d’un livre d'anthropologie mais s'inspire aussi d'œuvres classiques du cinéma et de la littérature. Lucas reprend également de nombreux thèmes de la mythologie grecque.

### Inspirations

Le voyage du héros selon Joseph Campbell.

Comme pour les deux premiers Star Wars, George Lucas s'inspire de la base narratologique du voyage du héros, développée par Joseph Campbell dans son livre Le Héros aux mille et un visages paru en 1949. En tant que troisième et dernier volet de la trilogie, le scénario du Retour du Jedi, s'inspire donc de la dernière partie du voyage qui consiste à la rédemption ou la résurrection du héros. Luke Skywalker se réconcilie avec son père et est même sauvé par lui. L'acte de Dark Vador se situe typiquement du côté du concept chrétien de rédemption. Luke se sacrifie également pour le salut de son père. C'est le modèle typique qui, dans la mythologie grecque, unit père et fils comme Laërte et Ulysse. Le bûcher funéraire que Luke dresse pour Vador est lui aussi inspiré de cette mythologie. Dans l’Iliade, le bûcher est un signe d'hommage et est considéré comme l'aboutissement d'une vie héroïque. De son côté, Michel Chion des Cahiers du cinéma rapproche la saga de l'histoire d'Œdipe et y voit une « recherche du père, de quête de la loi et de la maturité ».
Le nouveau personnage de Jabba le Hutt est cupide et expert. Son apparence physique de grosse limace gluante est le reflet de son caractère. Il est inspiré du dragon médiéval qui amasse de l'or, enlève les jeunes filles ou capture le héros. Le combat avec un monstre est également un passage obligé du voyage du héros, comme dans les travaux d'Héraclès.
Le réalisateur Richard Marquand indique qu'une définition subtile du mal est enfouie dans les méandres du film. Selon lui, « il y a une suggestion de ce que le mal est vraiment ». Pour le scénariste Lawrence Kasdan, le film est également un hymne à la démocratie. Le film démontre que « si le peuple a assez de volonté, il gagnera toujours ». Enfin Warwick Davis, l'interprète de Wicket, déclare que la victoire des Ewoks sur l'Empire galactique montre que la technologie n'est pas tout. Selon lui, « si on a la volonté et la foi, on peut tout réussir ».

### Références culturelles

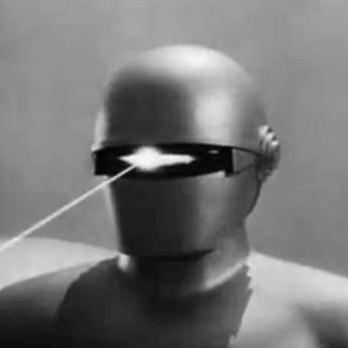
Le robot Gort dans le film Le Jour où la Terre s'arrêta.

### Promotion commerciale et produits dérivés

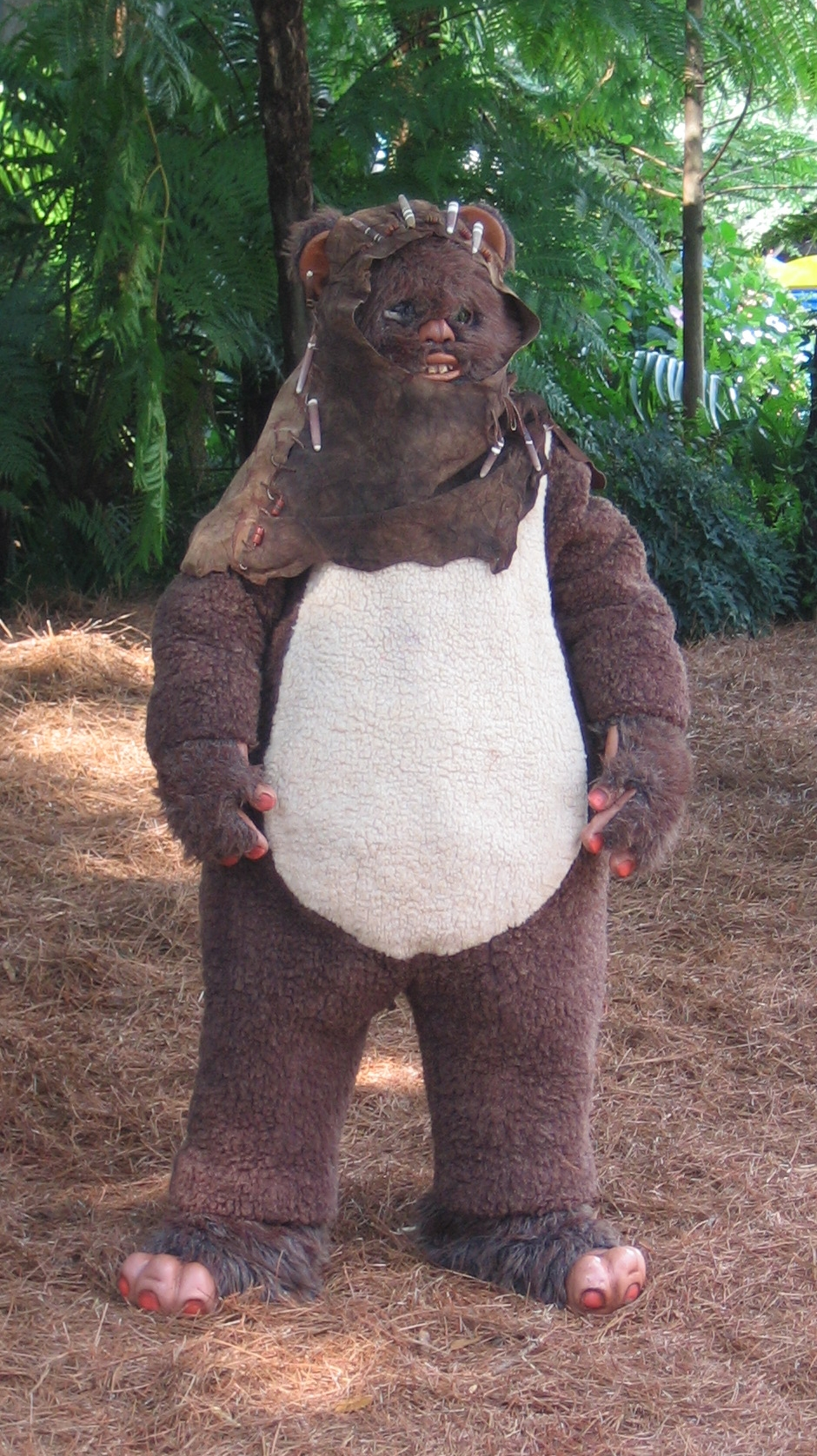
Cosplay d'un Ewok.